# 小室哲哉
小室 哲哉（こむろ てつや、1958年〈昭和33年〉11月27日 - ）は、日本のミュージシャン・音楽プロデューサー・キーボーディスト。東京都府中市出身。

## 参加ユニット
- SILVER STARS[1]
- SPEEDWAY
- TM NETWORK
- 小室哲哉プロジェクト[注釈 14]
- ハンバーグ&カニクリームコロッケ
- V2
- T.C.D Hits
- trf[注釈 15]
- ダイナマイトマシーン[注釈 16]
- TK-COZY-MST[注釈 17]
- EUROGROOVE
- t jungle m
- H Jungle with t
- globe
- tk-trap
- MUSEUM
- Kiss Destination
- tatsumaki
- ROJAM
- VIZITORS
- GABALL
- song+nation
- TKCOM
- TK SONG MAFIA[注釈 18]
- TK feat. TK[注釈 19]
- PANDORA

## 経歴

### 学生時代
3歳から12歳まで東京芸術大学教授の下でヴァイオリンのクラシック音楽の練習曲を弾くレッスンを通して、音感の基礎を学ぶ。小学生の頃からクラシック音楽のインストゥルメンタルの楽曲を作っていた。同時期に鍵盤楽器は習ったことはなく、その時の影響で後に「鍵盤楽器を弾く時に手がぺったりついてしまう」というピアノを弾く時に本来あってはならない癖を持ってしまう。しかし敢えて平たくすることで、オクターヴ奏法が楽にこなせる様になり、鍵盤楽器でベースのスラップ奏法が表現できる様になった。
小学5年生のとき、母がエレクトーンを購入。これが鍵盤楽器との出会いとなる。母より先にコードを覚え、10日で基本操作をマスターし、エレクトーンの先生を驚かせた。同じ頃、母方の叔父からギターコードを習い、マスターするのが速くて叔父を驚かせた。練習の時にフェリックス・メンデルスゾーンのメロディの歯切れの良さ・BPMの異常な速さ、クラシック音楽の練習曲の子供でも飽きない多少の変化が考えられた構成 に影響を受けた。ピアノは独学であり、中学2年生の時に音楽の授業でギターを選ぶ生徒が多かった為に、あえてピアノを選ぶ形で弾き始めた。プロの鍵盤奏者として改めて真剣に向き合い、自分の腕を客観視し始めたのは1983年に入ってからだった。ただし、それが功を奏し、のちに「和音・管弦楽法を前提にした発想」より「主旋律は1本のみ、単音を目立たせる構成」という基本が小室の中で出来上がった。
音楽の時間に50分で16小節を譜面に書く作曲のテストがあった際、教師が小室の作品を評価し、その曲を他のクラスメイトがリコーダーで吹いた。小室は当時を振り返り「目立ちたくない時期だったためものすごく嫌だった」「だけど自信にはなりました」と語っている。日本万国博覧会でシンセサイザー・マニピュレーター・マルチモニター・12チャンネルステレオを背景に演奏する冨田勲を間近で見て、「もしモーツァルトの時代と同じ楽器しかなかったら僕はこの世界で勝負しなかった」と後述する程の衝撃を覚える。
中学生の時にシンセサイザーを無性に買いたくなり、家にあったギター・ヴァイオリン・エレクトーンを家族に無断で売り、当時16万円以上したというシンセサイザー「ローランドSH1000」を購入した。家族からは叱られたものの、「当時のシンセサイザーはエレクトーンより音数も限られていて、機体も小さかった。だけど間違いなく自分が得意なものとプライドを持てる」と確信し、それを切っ掛けに改めて練習を続けると共に、オリジナル楽曲の作曲を本格的に始める。渡辺美里の「きみに会えて」「BELIEVE」「嵐ヶ丘」「I wish」・TM NETWORKの「Here, There & Everywhere （冬の神話）」等後に提供する楽曲の雛型約20曲をその頃に作曲した。
早稲田実業学校高等部商業科に入学。小室の作曲テクニックがクラスメイトに高く買われる余り、クラスメイトの半数以上の作曲の宿題を肩代わりさせられた。音楽担任は小室が卒業するまで気づかなかったという。この頃からELP・ピンク・フロイド・レッド・ツェッペリン・キング・クリムゾン・T.Rex・ユーライア・ヒープ・コモドアーズ・Kool & the Gang・Earth, Wind & Fire・ドナ・サマー・ディープ・パープル・Yes等の洋楽をプログレッシブ・ロック・ファンクを中心に聞くようになった。その中でも影響を受けたミュージシャンとして、キース・エマーソン・リック・ウェイクマン・ジョン・ロード・キース・ジャレット・ジョー・サンプル・デイヴ・グルーシン等のジャズ畑のピアニストを挙げ、特にキース・エマーソン・キース・ジャレットに関しては、即興演奏中心でプレイする姿勢に感銘を受けている。新宿のロック喫茶店に毎日入り浸り、ファンとしてミニコミ誌「ロック・ボトム」に参加し、アルバムの感想と評論を書いた。
早稲田大学社会科学部 に進学し5年ほど在籍、在学中にプロ・ミュージシャンとしての活動を開始する。初めての現金で支払われたギャランティーは、18歳でダンスパーティーのバックバンドでキーボードを担当した時の演奏代で5千円だった。ミュージシャンとしての腕前は自他共に認める程の下手さだったが、「シンセサイザーを使っている珍しいミュージシャン」という点で注目され、スカウト・セッション・レコーディングへの参加の依頼につながった。大学の講義にはほとんど出なかったが統計学だけは面白く感じ必ず出席し「どういう人達はどこに響くかを、リサーチ・計算して考える」ことにやりがいを覚えた。その後も音楽活動に没頭し、授業料を楽器代に使い廻していたために単位が取れず、小室も「授業料を払う位ならシンセサイザーを買った方がいい」と考えたために除籍となる。
「真っ当な職に就くべきなのか」と焦りを感じつつも、音楽雑誌「Player」の当時の編集長の紹介でいくつかのレコード会社とつながりを持ちながら、その後も数々の人のバックバンド・スタジオミュージシャンを務め、デビュー前のTMのメンバー・スタッフのマネジメントも取り仕切り、コンテストで腕を慣らした。1982年に機材運搬のための自前の自動車を売り払ってまで新しい機材を用意し、各方面に数々のデモテープを応募した。その時の志向はジョルジオ・モロダー・ELO・バグルスのような「テクノポップの方面に行き過ぎず、飽くまでもポピュラー音楽の雰囲気を守り、如何に高級な機材を使わずに巧くダンス・ミュージックの音色を作るか」を考えながら入念に制作していた。そうしていく内にデモテープが小坂洋二・小林和之の目に留まり、本格的にTM NETWORKデビューへの下準備を進めていった。

### TM NETWORK
自身の音楽ユニットであるTM NETWORK（のちTMN）と並行して、三浦徳子の勧めと三浦の紹介で知り合った渡辺有三の推薦、「たまには他の人の曲を作るのも勉強になる」という今野敏の後押し で岡田有希子の「Sweet Planet」「水色プリンセス ―水の精―」を皮切りに、渡辺美里、伊藤かずえ、八木さおり、荻野目洋子、おニャン子クラブの福永恵規、堀ちえみ、中山美穂、松田聖子、小泉今日子、今井優子、宮沢りえ、観月ありさ、牧瀬里穂、中森明菜などに楽曲を提供し、作曲家としても活躍する。その活動はTM NETWORK・ソロ活動の際の企画・制作費・プロモーションの環境整備に一役買った。特に当時共同で作業する機会が多かった大村雅朗に関して小室は「僕が提示しようとした新しさを一番理解してくれた。その上で他の歌謡曲とどのように馴染ませるか・どうフレーズとコード進行をアレンジすればヒットするかを考えるときに随分助けてもらった」と語っている。その活動は巡り巡って雑誌・新聞に「TMの小室哲哉が作曲」と言う形でTMの宣伝として形に表れ、その後の作曲家としての小室の動き方に大きな影響を与えた。
1986年（昭和61年）に渡辺美里へ提供した「My Revolution」が、第28回日本レコード大賞金賞。TM NETWORKは、1987年に発表した「Get Wild」で一躍人気バンドとなり、1988年には第39回NHK紅白歌合戦に出場。しかし、小室は「何で『Get Wild』が1位じゃないんだ」と悔しがり、それ以来レコード会社と一緒に他の人気アーティストと発売日が重ならないように、スケジュールを自ら調整するようになる。
1988年初春から、「CAROL 〜A DAY IN A GIRL'S LIFE 1991〜」等の制作・海外の動向を探り、最新の音源に直接触れるために小室一人の仕事で費用をペイすることを条件 にロンドンに渡り、半年程をアパートで過ごした。部屋に置いたCP-80で曲を作り、トンプソン・ツインズのプライベートスタジオに足を運んでデモテープを作り、それを郊外のレコーディングスタジオで仕上げるという現地のミュージシャンと同じスタイルでの制作活動を繰り返した。あわよくば現地にて女性ボーカリストをスカウトし「TM international」というTMの姉妹ユニットを結成・世界デビューさせて、「ディスコアルバム」「既存のTMの楽曲の英訳版」を制作・発売する計画があったが、カイリー・ミノーグの1stアルバム「Kylie」の売り上げ規模をみて、日本と海外のマーケットの差が如何に隔絶しているかを思い知らされたこと・「キック・ハイハットがシンクロしていない。これでは踊れない」と現地のミュージシャンに忠告され、自分の無力さを痛感したこと・ユーロビートのプロデューサー集団PWL（ストック・エイトキン・ウォーターマン）の仕事を間近で見たことによりスタジオワークの面白さを知ったこと・ジャングルのロンドンでの浸透にショックを受けたこと・日本との連絡手段として、直接話すときは国際電話、企画書のチェックにはFAX、デモテープの配送には郵便と用途別に使わなければならず、無駄な時間と通信費がかかり、本来の仕事に支障をきたしたことで白紙になった。この件がきっかけでそれ以降、1年に最低でも1回、多くて4～5回はスタジオの設計と機材の研究も兼ねて、ロンドンの複数のスタジオでレコーディング・ミキシング作業を行うようになる。その他にもミュージカル作曲家のアンドルー・ロイド・ウェバーの次から次へめくるめく感覚にも影響を受け、研究した。
1989年（昭和64年/平成元年）にシンガーソングライターとしてソロデビュー。リードボーカルを担当した「RUNNING TO HORIZON」、「GRAVITY OF LOVE」が連続でオリコンシングルチャート1位を記録。1985年 - 1992年の間には、アニメーション映画の「吸血鬼ハンターD」、実写映画の「ぼくらの七日間戦争」、「天と地と」、月9テレビドラマの「二十歳の約束」、舞台ミュージカルの「マドモアゼル モーツァルト」の劇中音楽を手掛けた。

### 音楽プロデューサーへの転身・TMN終了
1991年頃、松浦勝人と対面した際に松浦からTMの楽曲をユーロビート調にアレンジしたリミックスアルバム「TMN SONG MEETS DISCO STYLE」の企画を持ちかけられた時に「TMの作品が初回プレスは売り切っても、バックオーダーが発生しないから楽曲がファン以外に広がらず、カラオケでもディスコでも渡辺美里さんの曲しかかからない」という危惧・諦めからTMの固定ファンを「15万個の消しゴム」と例えるようになり、当時新興で軌道に乗り始めていたエイベックスからの誘いには最初は及び腰だった。だが松浦の「だったらTMの楽曲がかからないような所をターゲットにすればいいじゃないですか。絶対格好悪くならないようにしますから」「ヨーロッパでは一つの音で、ダンスフロアがぶわっと盛り上がる。そういう作り方の音楽も面白いですよ」と勧められたこともあり、1992年から自分のベースの一つであるダンス・ミュージックが「どうしたらそのジャンルが大好きな固定ファンから不特定多数の大衆に広がるか」をDJとして全国を回り音色・出演メンバーに対する若者の反応を確かめ、オーディションの審査員を務め、スタジオで作曲活動をする等の試行錯誤をしていた。ダンス・ミュージックを主軸とした理由として、「カラオケとディスコが流行りだしていて、ディスコの後にカラオケに行く人が多かった。でも、歌う曲はサザンオールスターズ・松任谷由実さん・ZARDのような熱唱しなければいけない型ばかりで、ただタンバリンを持ってメロディに合わせて踊るだけでは無理がある曲が多かった。だから、歌うか・踊るかどちらに行っても楽しめる曲がもっとあってもいい。僕から見るとそこがマーケットとしての空白だった」と語っている。しかし、1970年代 - 1980年代のシンセサイザーでは難しいプログラミングができないため、やむを得ず「メロディーとリズムが戻ってくる」パターンを作って繰り返さなければならず「流れが流暢でドラマチックで起承転結のある日本の歌謡曲」「尾崎豊さんのような涙・汗・エモーショナルな楽曲が名曲」と若者に受け入れられていた世間に対して、どうやったら反復が多くて無機質なダンス・ミュージックにロック・ミュージックに対抗できるパワーを持たせるか、音楽業界に入り込むかを考えていた。
しかし、小室がavex traxとライセンス契約を結んだ際、EPIC内では「他社のアーティストをプロデュースするなんて契約違反だ」「法的には何の問題もないが義理としてはどうか」「EPICはロックのレーベルなのに、ダンスなんて軽薄だ」と議論が巻き起こった。これは当時の音楽業界では「音楽プロデューサーはレコード会社の社員・元アーティストの専属契約」であることが多かったためといわれる。その問題に対応するためにtrfデビューの際、TMのメンバー・ソロミュージシャンとしての契約は引き続きEPICと結びながら、音楽プロデューサーとしてはフリーランスであるために、個人事務所「OPERA GIG（後にTK stateに改名）」を設立し、小室は音楽に関する全てのコンセプトを立てた。それをスムーズに実行させるために、丸山茂雄は「アーティスト主導・レパートリーの管理に特化した芸能事務所」をコンセプトに「アンティノス・マネジメント（後のブルーワンミュージック→現ソニー・ミュージックアーティスツ）」を設立、小室は第一号契約者となった。それと同時に丸山が小室の個人事務所とフリー契約を結び、avexとの橋渡し役を務めた。形態として「avexに小室を貸している」「演奏権は確かにEPIC側が持っているが、打ち込まれたデータの再生は演奏ではない」と丸山が体裁を保障することで契約問題を乗り越え、その見返りとして本来小室に支払われる活動収入・印税の内「原盤権で生じる印税」「実演家としてのアーティスト印税」を丸山が、「エイベックスとの仕事で生じた小室の収入の数%」をEPICが頂く形をとり、「作詞・作曲・編曲・プロデュースを中心とした売上中1～5%の著作権印税」「音楽プロデューサーとしての活動で生じる収入」「テレビ・イベント等への出演料」は小室の取り分になった。
1993年に音楽プロデューサーに徹する決意を周囲に表明する。東京・芝のオフィスビルのフロアを借り切り、個人用のスタジオを3軒建て、ミキシング専任のスタッフをロサンゼルスとロンドンに抱え、配送スタッフを週2日定期的に行き来させる等、楽曲制作のための環境を整え、「1993年はスタジオで音作りに明け暮れた」と述懐する程に、楽曲のストックを増やす制作活動に徹した。その時の目標となったのが、ジ・オーブの作品群・活動スタイルであり、「TM・trfに共通する僕のすごくポップな部分が生まれる切っ掛けになった」と話している。その時の状況を「世の中は既に仕事を分担してシステム化していくのに、全てを自分一人で決めていくなんて時代に逆行しているのではないか、やっていることは家内制手工業と同じだ」と迷いを見せたが、反面作詞・作曲・編曲の内、小室の担当する作業がどれか1つだけだと制作に行き詰まり、敢えて3つ兼ねれば「メロディとコード進行が同じでも、音色と作詞次第で全く別の曲にできる」「作詞に行き詰ったときにコード進行をマイナーからメジャーにすることで全然違うイメージにする」「アレンジをダンスミュージックからロックに簡単に様変わりできる」等仕事の組み合わせが3つ以上あった方がかえって仕事がやりやすいことに気付き、「大量のアイディアのライブラリーになるし、アーティストのキャラクターの色分けにもつながる」と語っている。
創作活動を行いながら企画書を練っていく内に、「TMでできることはもうないんじゃないか」「女性ボーカリストのための曲をプロデュース・ワーク的な部分で作りたい」と1994年、TMの活動停止を決意する。その際のキーワードとして「解散」ではなく「終了」を全面的に押し出したのはその間際になってもなおTMの次のイメージと可能性を見つけた自分に気付き、それを尊重するために「飽くまで第1期プロジェクト終了」「ニュース・ドキュメンタリー・モニュメントとしての『終了』という言葉のプロデュース」 というコンセプトから来たものである。小室が後に「どう聞いてもわがまま」と振り返るほどの申し出を受け入れてくれた宇都宮・木根には感謝の意を示している。

### 小室ブーム

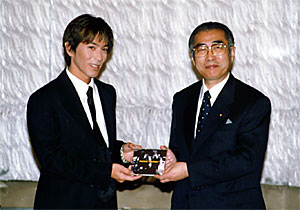
1999年10月20日、内閣総理大臣官邸にて内閣総理大臣小渕恵三（右）と

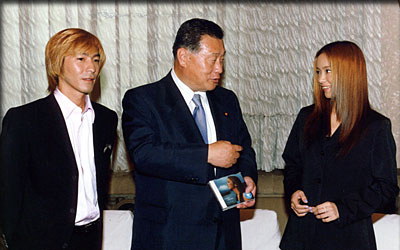
2000年7月11日、内閣総理大臣官邸で小室、内閣総理大臣森喜朗、安室奈美恵

1994年のTMN終了前後から、観月ありさ、篠原涼子、trf、hitomi、内田有紀、H Jungle with t、dos、globe、華原朋美、安室奈美恵など、多数の作詞、作曲、編曲と音楽プロデュースを兼任して行った。1994年から1999年の間に数々のミリオンセラーやヒット曲を打ち立て、各メディアにおいて「小室ファミリー」、「小室サウンド」、「小室系」といった名称でカテゴライズされる、自身の少年時代からの夢だった小室ブームという社会現象を起こした。ソニー・ミュージックエンタテインメントの丸山茂雄が小室のプロデューサー活動を支援するためにアンティノスレコードを設立し、マネジメント業務もアンティノス・マネジメント（後のブルーワンミュージック→現ソニー・ミュージックアーティスツ）とエージェント契約を締結した。
作詞家・作曲家としての小室は音楽出版社「アンティノス・ミュージック」と専属契約を結んだ。例えば、エイベックスに所属するTRFのプロジェクトに小室がプロデューサー・作詞家・作曲家として参加すれば、プロデューサー料はマネジメント会社「アンティノス・マネジメント」に入り、著作権印税は原則的に「アンティノス・ミュージック」を経由して、「アンティノス・マネジメント」に入っていった。
プロデュース手法の構築においては1980年代に、打ち込みによるダンス・ミュージックを基軸として世界的大ヒット曲を量産したストック・エイトキン・ウォーターマン・レコード会社をチェーンストアと考え、市場の要求とカラオケに通うファンのニーズに応えたソフトを自ら製造していく姿勢に対して「サウンドプロデューサーとして同じ志とノウハウ・戦略を持っている」と感じ取り、同時に「数字とクオリティに負けたくない」と悔しさをもらしたビーイングの長戸大幸のプロデュース手法・スティーヴン・スピルバーグの制作現場マネジメントの手法を参考にしたとされる。実際に、小室本人がJ-POP向けにプロデュースした楽曲は、打ち込みによるダンス・ミュージックを基軸とした明確なサビのある歌モノであり、音楽に詳しくない一般層に対しても分かりやすいという特徴を持っていた。松浦は「ぱっと聴いて、すぐ耳に残る分かりやすいフレーズ」を優先して作るように指示し、その延長線上でミュージシャン・エンジニアとして様々な実験的演出を行った。
1994年から、EUROGROOVEという多国籍メンバーによるユニットを結成して海外進出を図った。小室ブームを迎え、日本の音楽が世界に通用しない現実を覆す試みとして開始されたが、日本国内で絶大なブームを迎えた小室本人の多忙により1996年に終了している。
1995年から4年連続でプロデュースした曲が日本レコード大賞を受賞。この頃から「まずテレビ番組とのタイアップがあって、それに向けた楽曲のプロデュースをして欲しい。部分的に見て頂いても構わないし、最初から最後まで見てくれてもいい。アーティスト・発売先・音色・曲順・タイトルもお任せしますので好きにして構いません。レコーディングの予算・ジャケット写真・PV・ポスター・宣伝素材・キャッチコピーと取材を行う雑誌と放送等のメディアもプランの段階からコストを管理して、版下チェックして下さい。ライブの内容やスケジュールも監修してください。製作費まで全部お預けします」といった全権委任のオファーが殺到するようになり、プロデューサーとしてレコード会社のマーケティング会議からCDショップでのセールスプロモーションまで関わり、「相手のオファーの内容が分かりにくくなる」という理由から第三者を通してのやり取りはせずに代理店のスタッフを同伴してテレビ局・スポンサーに対して直接ディスカッション・売り込みを行い、お互いの透明性を確保した上で要求を呑みつつも「作り手が直に交渉している」という事実を突きつける形で念押しし、出来上がった作品に対してスポンサーが断れないように持って行った。小室が一番神経を使ったのが出稿量であり、「自分にくれるお金があるなら、その分スポットCMの本数を増やしてほしい」との思いから、テレビCMに提供した楽曲の著作権使用料は一切受け取らなかった。
1996年の1月から2月にかけて、スキャンダル報道が過熱し、複数のレコード会社の利害が錯綜した創作活動、複数の営業窓口が発生したCM等のタイアップ活動、マスコミ対策等、小室・丸山が対応できる範疇を超えてしまい、仕事量の膨大さと対処の煩雑さから、アンティノス・マネジメント独自のA&Rシステムは事実上崩壊する。それをカバーするため、マネジメント業務をエイベックス子会社のプライム・ディレクション（現：エイベックス・ライヴ・クリエイティヴ）が新設した「TKルーム」に移管。音楽業界以外の芸能界にも精通した小回りの効くスタッフが集められて、松浦をリーダーとするチーム体制での新しいマネジメントシステムがスタートし、同時期に制作・生活拠点をロサンゼルスに移した。
この時点で、「タイアップが決まらないと曲を書かない」と公言する程のタイアップありきのプロデュース手法に対して表立った批判が増えた。小室は「まずスポンサーに気に入られて、初めて僕の曲になるんです」「プロのミュージシャンは売れることで、やっと自分の好きな音楽ができるようになる。自分の好きな音楽よりも、売れる音楽を優先して作らないと駄目」「聴いてもらえないということは『ポピュラー』の根幹に関わる。『大衆に迎合しすぎる』とか、『売ることばかりを考えている』との批判を聞くが、これは大衆音楽なのに」 と割り切った意見を述べた。
Mr.Childrenなどのプロデューサーとして知られる小林武史とイニシャルが同じことから「TK時代」「ダブルTK」「哲武ミリオン時代」と呼ばれた。小室は「仕事の仕方は鏡に映る自分を見るようで、そっくりです。ただ小林さんは男性ボーカル・ロック・バンド系をプロデュースする。僕は女性ボーカル・ダンス・打ち込み系をプロデュースと対極にあるんです。この二つが互いに刺激し合ったおかげで、お互いにミリオンヒットが生まれたんだと思います」と語っている。
1996年4月15日にはオリコンシングルチャートにおいてプロデュース曲がトップ5を独占した。1996年はglobeのアルバム「globe」が当時のオリコン記録を更新し、歴代1位となる売り上げ400万枚以上を記録。安室奈美恵のアルバムも330万枚を超え、華原朋美のアルバムも250万枚を超えるなど、この年だけでプロデュース曲の総売上枚数は1,500万枚以上を記録した。さらに1996年から2年連続で高額納税者番付において全国4位を記録、1997年の納税額は11億7000万円で推定所得は約23億円だった。1996年末には海外進出を狙いルパート・マードックと組み、100万ドルを出資して香港に合弁会社「TK NEWS」を設立した。
1997年、スピード2のテーマ曲のリミックスを手掛ける等の世界展開を行った。8月にマネジメント業務をプライム・ディレクションからアンティノス・マネジメントへ戻し、活動拠点をアジアに定めた。「インターネットを駆使しての他所との円滑なスタジオワークのやり取り・近況報告」「アジアのマーケットの新たな開拓と米国への浸透」「米国のサウンドをアジアに持ち込み、『米国のサウンドと比べてアジアのサウンドはどうなのか?』というリサーチの繰り返しによる、アジアのサウンドの水準の維持・向上」を目的にしていた が、後に「技術革新のスピードを読み違えてしまい、日本・ヨーロッパ・アメリカ・香港等、国毎にデータ転送の速度や通信環境などに格段の差があり過ぎて、すれ違いが起こってしまった」「『自分が今まで築き上げたブランドと成績を求められている』と過大評価していて、現地のリスナーやシンガーと密着して共に音楽の質を育てていく活動を意識していなかった」 と語っている。

### ブームの失速
1997年前半まではミリオンセラーを連発していたが、この頃から既存の小室ファミリー向け楽曲の曲調がポップテイストからエレクトロへ変化している点（特に安室奈美恵の楽曲が顕著）、同年夏に小室とエイベックスの関係性の急速な悪化によりglobeが一時活動停滞したことや翌年1998年にはTRF・hitomiらのプロデュースが無くなり、小室ブーム全盛期の中心にいた安室奈美恵は出産のため休業し、ミリオンセラーを叩き出した華原朋美も恋愛関係の清算による離脱等の複合的要因で小室ファミリーの規模が縮小。同時期に新たな音楽性をもつJ-POPアーティスト（R&B本格シンガーとして登場したMISIA、バンドブームを牽引したGLAY・L'Arc〜en〜Ciel、若年層のアイドルブームを牽引したSPEED、エイベックス内で脱小室派閥が進んで勢いをつけたEvery Little Thingなど）が台頭し始め、小室ブームは少しずつ失速していった。エイベックスと絶縁後はTM NETWORK時代の古巣であるソニーと専属プロデューサー契約を結び、マネジメントも委託。さらに、数十億円を報酬金（印税）の前受金として受け取る。
1998年1月には前述のTK NEWSを発展する形で、ソニー・ミュージックレコーズの社内に新レーベル「Rojam Entertainment」を設立し、アジア地域への進出を本格的に始める。その第一弾として、台湾出身のRingを日本・台湾で同時デビューさせ、香港ではグレース・イップを手掛けた。同年日本国内ではtohko・鈴木あみ・未来玲可らをデビューさせるが、1996年前後のブーム全盛期と比べて勢いは劣っていた。
1999年以降は音楽性の変化がより顕著になり、それまでの小室作品の特徴であった明確なサビを持たせた楽曲展開をやめ、元dosのAsamiとの新ユニット「TRUE KiSS DESTiNATiON」（後にKiss Destinationに改名）を中心にR&B・ヒップホップ路線へシフトする。同年7月にはTM NETWORKの活動を5年ぶりに再開。また同年から翌2000年にかけて、小渕恵三内閣総理大臣（当時）からの依頼で「麻薬・覚醒剤乱用防止キャンペーンソング」（TM NETWORK『Happiness×3 Loneliness×3』）や、第26回主要国首脳会議（九州・沖縄サミット）のイメージソング（安室奈美恵『NEVER END』）を制作した。
しかしプロデュース業は好転せず、更なる世代交代で新しいアーティスト（宇多田ヒカル、浜崎あゆみ、つんく♂のプロデュースでブレイクしたモーニング娘。、椎名林檎など）のCDがヒットチャートの中心となり、小室プロデュースのCD売り上げは減少した。特にヴィジュアル系・つんく♂・宇多田の台頭には、引退を意識させられた程の衝撃を受け、「今とは違った形のプロデューサーにならなければ」「作りたいときに作れて、鍵盤を弾けるときに弾ける作曲家に戻りたい」と自分の立ち位置に悩んでいた。
2000年からは、当時小室本人が次世代のダンス・ミュージックとして注目していたトランスを作品に取り入れ始める。翌2001年にglobeがトランス路線に移行してからはその傾向が顕著となり、以降数年間は一般的なポップスからは乖離したアンダーグラウンド向け・実験的な作品を多く制作するようになる。時を同じくしてプロデュース業も著しく縮小し、以降の音楽活動はglobeやTM NETWORK、GABALLといったユニットとしての活動やソロ活動が大半を占めるようになった。
この頃になると「売れなくてもいい」「売れるに越したことはないけど、この時代にどれだけ人の心に届くかを重視している」「小澤征爾さんの作品の大ヒットを見て、メガヒットに頼らないセレクトショップのような音楽を目指したいと思った」 と心境の変化を語った。長年小室のマネージャーを務めた丸山茂雄も「権限を与えすぎたことは大きな誤りだった。小室さんとアーティストには音作り・楽曲選び・歌に専念させるべきだったのに、アーティストの選定、テレビCM・ドラマ・映画等の出演先のマネジメントまで一切を任せてしまった。その範囲にまで2人で『どれを選ぶか』を悩んでいると立ち止まってしまう。映像部門専門のマネージャーを別に用意すべきだった」と後悔のコメントを出している。

### 吉本興業へ移籍
2001年1月にソニー・ミュージックエンタテインメントとの専属プロデューサー契約を解除し、前受金のうち未消化であった18億円を返還。背景には、当時小室プロデュースの稼ぎ頭であった鈴木あみが芸能活動休止に追い込まれたことがあげられる。同月、多数のミリオンセールスを出した安室奈美恵が『think of me/no more tears』を最後に小室プロデュースから独立した。同時期にfactoryorumokを清算後、アンティノスマネジメントとのマネジメント契約を終了し、5月1日に吉本興業へ移籍。同日にKiss DestinationのAsami（吉田麻美）と再婚。かたわらでタレントとしても活動し、同年のバラエティ番組「笑う犬の冒険」のコントに『超ハンサム侍』として出演する等の話題はあったが、プロデュース業は好転しなかった。
他方で、2000年には香港の事業会社であるRojam Entertainment（ROJAM）がソニーから独立し、総合音楽プロダクションとして本格的に活動を開始。2001年5月には香港のベンチャー株市場「GEM」に上場し小室は70億円以上を出資して筆頭株主となるが、これにより現金の手持ちがなくなる。さらに、2週間後には公開価格の半値を割り2002年決算は12億円の赤字となった。2001年9月、ソニーへの返済に追われる一方で現金の手持ちが無くなった小室は富士銀行から日本の銀行として初めて本人所有の著作権を担保に10億円の融資を受ける。さらに、前年の2000年12月にはエイベックスからもglobeの活動再開を条件に印税の前受金として10億円を受け取っていたことが判明。これらの融資金は先述の専属プロデューサー契約解約による前受金返還に充てたことが後の5億円詐欺事件の公判で明らかにされた。このため、ソニーからの負債は完済できたが、以後はエイベックスおよび富士銀行への返済に追われるようになる。
2002年3月にAsamiとわずか10か月でスピード離婚（実子あり）。5月には吉本興業が設立したアール・アンド・シー・ジャパン（現：よしもとミュージック）の株式70%強をROJAMが買収し、吉本との関係を強化した。そして11月22日にはglobeのKEIKOと再婚。TBSで結婚披露宴が特別番組で生中継されたことは話題となった。しかし、Asamiとの間で合意した約7億円の慰謝料を一括で払うことはできず分割で支払うことになったが、その支払いも資金繰り悪化のために2004年8月頃には滞るようになったという。
この頃より所有していた別荘、株券、高級車、クルーザーなどの資産売却を行うようになった。2004年にROJAMの全株式を5億円で売却し出資・経営から撤退したが、約70億円の株式評価損が生じた。同年末までにおいてエイベックスからの前受金は3億1000万円しか消化されず、さらに2005年9月には大分トリニータへのスポンサー料7000万円を滞納していることも明らかとなった。
同時期の主な音楽活動としては、globeやTM NETWORKの活動のほかに、吉本所属のお笑い芸人への楽曲提供、「DJTK」名義でのクラブDJの活動やリミックス音源の制作、インディーズレーベル「TKCOM」の設立、MySpaceやmF247・iTunes Store上での楽曲配信などが挙げられる。
2007年に吉本と契約終了となり、詐欺グループが中心となって新たに設立したイーミュージックと契約。この際、夫婦で田邊昭知のもとを訪れ、「何でもするのでテレビに出させてほしい」と懇願したという。2008年11月1日にNACK5の開局20周年番組に出演した際には自らの活動を振り返り「98年からの10年はなかなか曲が出てこなかった」「もうやれることはやりつくした気がして貪欲になれなかった」 と語っていた。

### 5億円詐欺事件
2006年8月6日、小室は日本音楽著作権協会に自分名義で登録している全楽曲806曲の著作権を10億円で譲渡する仮契約を関西地方在住の個人投資家男性と締結。前妻のAsamiが著作権使用料を差押さえているとして、その解除費用として5億円の先払いを要求し、8月29日までに5億円を受け取った。
しかし実際には仮契約段階で既に著作権の一部は、エイベックス・エンタテインメント・バーニングパブリッシャーズ・ライジングバブリッシャーズといった音楽出版社に譲渡（音楽業界では著作者である作曲家や作詞家が音楽会社に著作権を譲渡して管理を任せる代わりに印税を受け取ることが慣例となっている）されており、小室には著作権がなかった。だが小室は返金に応じなかったため、男性は2008年2月に小室に対し逸失利益を含めた6億円の損害賠償を求め提訴。小室が全額を支払うことで和解が成立したが、期日であった9月末までに小室は支払わなかった。
このため男性は地方検察庁に刑事告訴した。検察側は小室が受け取った5億円を差し押さえ解除ではなく借金返済に使っていたことを把握。当初からお金を詐取する目的だったと判断し、2008年11月4日午前7時40分頃に大阪地検特捜部は小室とトライバルキックスの社長、広告会社の実質経営者の計3名を5億円の詐欺容疑で逮捕した。なお、前日に大阪地検特捜部から任意出頭の要請を受けたため新大阪駅前のシティホテルに滞在しており、逮捕時はみのもんたの朝ズバッ!など一部の朝の情報番組が特別編成となり、逮捕容疑の解説とホテル上空の空撮映像を交えてホテルエントランス前から連行される様子を生中継していた。
11月21日に起訴され、同日に保釈保証金3,000万円を支払い保釈された。保釈保証金はレコード会社のエイベックスと妻のKEIKOが支払った。
2009年1月21日に大阪地方裁判所にて初公判、3月12日に第2回公判が行われる。第2回公判直前の3月10日、解決金を含めて6億5000万円をエイベックス・グループ代表の松浦勝人がポケットマネーで立て替え、被害者に完済した。被害者側に謝罪の手紙を送っているが受取りを拒否されている。なお、この被害者に送るつもりだった謝罪文は第三回公判の際に、小室自身により読み上げられた。被害者側との示談交渉においては、情状証人として出廷した松浦は「示談を申し込んだが“できない、誠意が足りない”と弁護士から聞かされた。“誠意が足りないとはどういうことか”と代理人に尋ねたら“お金だ”と聞き、非常にショックを受けた。」と証言した が、被害男性は「そのようなことは一切言っていない」と否定し、「民事裁判で和解が成立して決着している。」と話している。なお、SNSのmixiでは2008年11月から「小室哲哉氏の復活を願う会」というコミュニティが457人を集めたり、mixiのサポートを受けての紙ベースの署名活動も行われていた。（署名TVでも行われていた。）さらに小室の母親やマネージャー、弁護士の了解を得た上で署名活動と平行して裁判所への提出もありうるという大前提で小室に対して手紙を書く「小室哲哉さんへの手紙」という活動も行われていたりと、復帰待望論が起き、 小室の減刑を望む動きは、音楽業界や音楽業界関係者からもあり、実際に減刑嘆願書を出した音楽業界関係者もいた。第3回公判は4月23日に行われて結審。
2009年5月11日、大阪地方裁判所より懲役3年、執行猶予5年の有罪判決が言い渡され、弁護側・検察側共に控訴はせずに、同年5月25日午前0時をもって刑が確定した。

### 再出発

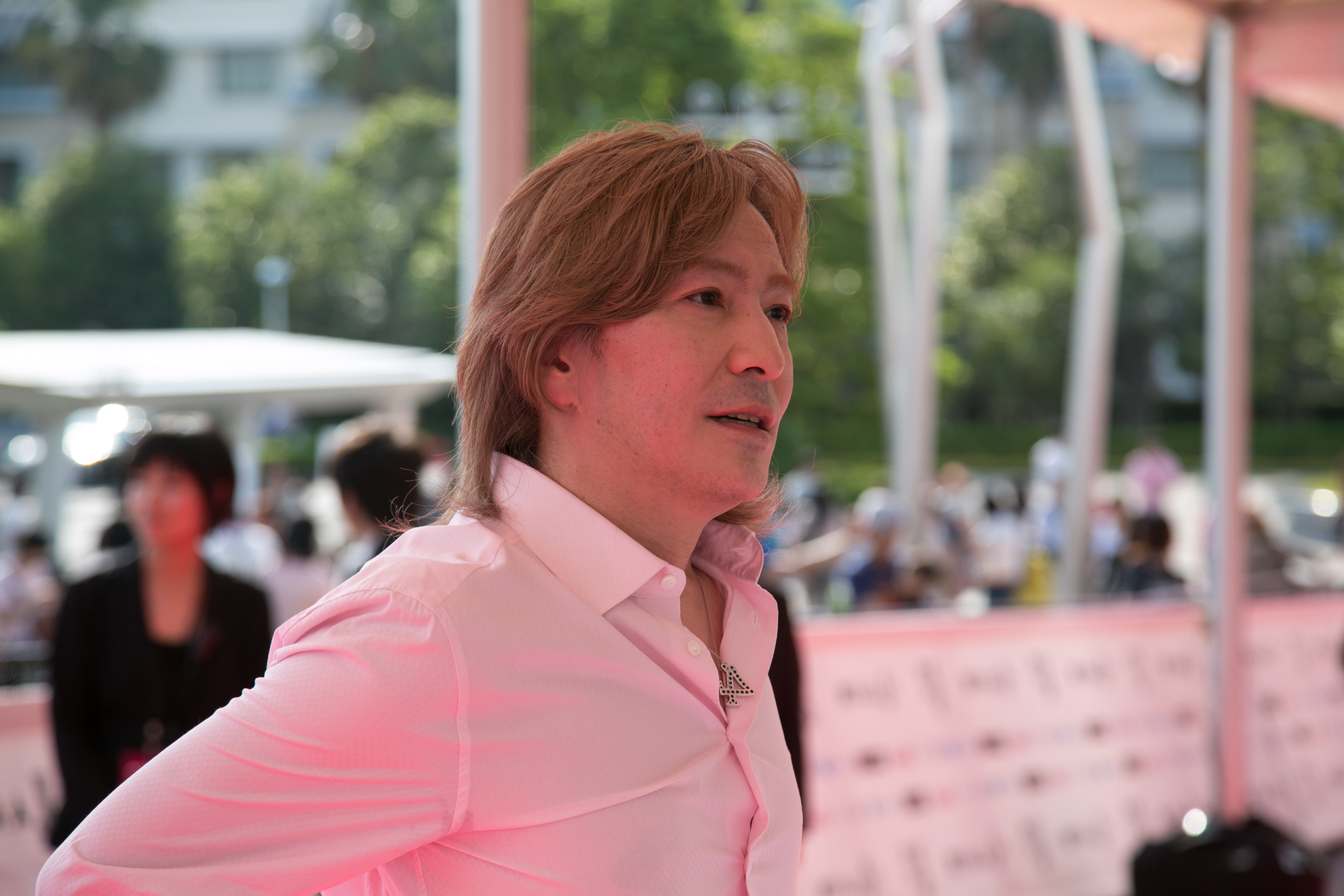
2014年6月14日、MTV Video Music Awards Japanにて

2010年5月に復帰第一作としてAAAの楽曲「逢いたい理由/Dream After Dream 〜夢から醒めた夢〜」をプロデュース。また、翌6月には森進一への提供楽曲が発売されることがマスメディア、および5月2日付の小室のtwitterにて明らかとなった。『眠らないラブソング/道標』の楽曲提供が決まり、作曲の他作詞、編曲も手掛けることとなった。その後もレコード会社を問わず超新星、SMAP、北乃きい、浜崎あゆみらへ楽曲を提供している。小室は、アイドルなどにたくさんの楽曲を提供していた80年代の頃に感覚が似ていると語っていた。一方で2010年9月29日にはglobeのベスト盤がリリースがされ、未発表曲や、パッケージによっては未公開映像や小室のサインも提供された。また、11月にやしきたかじんへ楽曲「その時の空」を提供した。
2011年6月13日、宇川直宏の主催する音楽動画配信サイトDOMMUNEにてストリーミング配信ライヴを行う。瞬間最大視聴者は2万7000人を超え、合計視聴者数は14万4000人を記録した。12月23日、ラフォーレミュージアム原宿にて開催される「HARAJUKU PERFORMANCE ＋ DOMMUNE」の4日目に出演。冨田勲とのトーク＆ライヴを開催した。
2012年3月20日、幕張メッセで行われた東日本大震災復興支援チャリティコンサート『ALL THAT LOVE-give&give-』に、TM NETWORKとして参加したのをきっかけに、約4年ぶりにTM NETWORKの活動を再開、日本武道館コンサート、新曲「I am」リリース、2013年にはさいたまスーパーアリーナ公演を開催。

### TM NETWORK 30周年
TM NETWORKがデビュー30周年を迎える年である2014年にはツアーやリリース、テレビ出演など活動を活発化させた。春にはおよそ6年ぶりとなる全国ツアー『TM NETWORK 30th 1984〜 the beginning of the end』がスタート。過去楽曲をリメイクしたアルバム『DRESS2』や新曲『LOUD』もツアーのスタートに先駆けてリリースされた。同年10月29日には7年ぶりとなるオリジナルアルバム『QUIT30』をリリースし、オリコン初登場8位を記録した。同時に秋から冬にかけて行われたツアー『TM NETWORK 30th 1984〜 QUIT30』もスタート。
2015年2月にアリーナ公演『TM NETWORK 30th 1984〜 QUIT30 HUGE DATA』、3月に横浜アリーナにて単発コンサート『TM NETWORK 30th FINAL』を行い2012年から続いたシアトリカルなライブを完結させ、2012年から続いたTM NETWORKとしての活動も充電期間に入ることが発表された。

### 突然の引退表明
その後坂本美雨とのコンサートやglobe20周年、多岐に渡る楽曲提供や各種イベント出演、ソロアルバムや脇田玲とのインスタレーションの制作、配信番組の司会や浅倉大介とのユニット・PANDORAの結成など精力的に活動していたが、2018年1月19日、前日発売の『週刊文春』の報道をうけ記者会見を行い、音楽活動からの引退を表明した。小室は会見で女性との不倫関係を否定し、妻の介護をする中での自身の精神の疲労を述べ、C型肝炎や左耳の突発性難聴といった病を患って左耳がほとんど聞こえなくなり身体的な能力が低下したことで、自身の創作能力の限界を感じていたことを明かした。後に離婚調停に入っていることが報じられた。

### 活動再開
2019年より、ピアノ・シンセサイザーを駆使して制作した空間音楽を建築・芸術関係の企業に向けて提供する仕事を、自身の名前を出さずに始めることでミュージシャンとしての制作活動を再開する。
2020年、秋元康や関係者の後押し・オファーによって乃木坂46の「Route 246」に作曲・編曲として参加し2年3ヶ月ぶりに公での楽曲提供を行い、ストリーミングは1週間で300万再生を超えた。父母ヶ浜での野外コンサート、TM NETWORKとしてのラジオ出演や3人でのステージなど活動を再開、翌年2月26日にはKEIKOとの離婚が成立。
2021年、D4DJのLynx Eyes（Raychell＆梅村妃奈子）に新曲『#ALL_FRIENDS』を提供、自身はNFT作品を公開収録しローンチ、faniconにてファンコミュニティー「TETSUYA KOMURO STUDIO」を開設しアルバム「JAZZY TOKEN」をvinylで限定リリース、ビルボードワンマンライブを開催、TM NETWORKは6年ぶりの再起動となる無観客ライブ作品「How Do You Crash It?」を3回に分けて配信。
2022年3月1日付で国立研究開発法人「理化学研究所」の客員主管研究員に就任した。任期は2025年度まで。理化学研究所所属の研究者と共に「人工知能を使った作曲支援システムの開発」「『小室哲哉を分析した人工知能』と『小室哲哉自身』による共作」「AIだけで曲を作れるようになった場合、作品の権利はどこにあるのか」「何を持って『小室哲哉らしい世界観』が確立されているのか、AIを使っての検証」について研究する。通常は博士号の取得者が対象だが、音楽家が客員主管研究員に就任するのは初めてのケースであり、小室がシンセサイザーの開発や音楽配信にいち早く関わる等、革新的な音楽制作を先駆的に実現してきたことが評価され、就任に至った。
2022年8月30日付でTHE WHY HOW DO COMPANY株式会社（代表取締役田邊勝己）の執行役員に就任した。その後、2022年12月1日付で同社の取締役に就任するも、2023年7月31日付で同社の取締役を退任した。その間に、同社から2億9234万円の借金をしていたことがFLASH (写真週刊誌)で報道された。
2024年8月にはアーティスト活動が好調で1億円を繰上げ返済したことが報じられた。
2022年12月31日に行われた第73回NHK紅白歌合戦では、篠原涼子の歌唱のピアノ演奏担当として予告無しで登場した。
2021年から翌年にかけてのTM NETWORK配信ライブのあと2025年4月にかけて120曲以上のリアレンジをもって6種のツアー47公演で全国を回り、映画も公開されるなど40周年の活動を精力的に行った。
2025年2月8日、国内最大を更新する2200機のドローンショーとなったテクノロジーとアートを掛け合わせた渋谷区共催イベントの一環「DIG SHIBUYA DG DRONE SHOW」（レッドクリフ）で日向大介と音楽演奏を担当、2月28日には7年ぶりのPANDORA公演にて浅倉大介と西川貴教の15年ぶりの共演、4月には大分のフェスジゴロックにて中森明菜の16年ぶりのライブ出演にも携わった。

## バイオグラフィ
- 1974年
  - ニューミュージックのアマチュアバンド「哀婉」で活動[注釈 43]。
  - 洋楽専門のレコード会社からの募集でラジオ局宛のリクエスト葉書を書くアルバイトを行うことで本格的に音楽業界に関わり始める。1週間に500～600枚書き、「イーグルスの『ホテル・カリフォルニア』をかけて」という内容だけでも千枚送っていた。報酬は現金ではなく、70～80枚毎にコンサートのチケット・新作のサンプル盤のどちらかを1,2枚もらっていた[28][166]。

- 1975年
  - プロ・ミュージシャンとしての活動を開始。あのねのね、白竜、原田真二、角松敏生、パンタ、村田和人、上田正樹、アリス、ジョー山中等のバックバンド・スタジオ・ミュージシャンを経験。ニッポン放送系列「ザ・パンチ・パンチ・パンチ」のテーマソング・教育映画のBGM・ローカル局のCMテーマ曲を手掛ける[7][167][168]。

- 1980年
  - SPEEDWAYに参加。月光仮面の主題歌をロック調に編曲したCMソング「ROCKIN' ON THE 月光仮面」で手腕を発揮した。2nd.アルバム『BASE AREA』で数曲を作曲した。ミス・オレンジショックをプロデュース。
  - 音楽専科社のライターの仕事を請け負っていた[169]。

- 1983年
  - バンドを結成しては解散する時期を送る（「ギズモ」、「ステイ」、「イラプション」等[170]）。
  - 安岡力也の『ホタテのロックン・ロール』でアレンジを担当。SERIKA with DOGのサウンドプロデュースを行う。
  - SPEEDWAYのメンバーであった木根尚登と新ユニットを組むことに合意し村田バンドに参加。
  - 宇都宮隆を誘い「TM NETWORK」を結成し、リーダー、作曲・編曲・シンセサイザー演奏を担当。
  - コカ・コーラ フレッシュサウンズコンテストに応募。「1974 (16光年の訪問者)」で史上初の審査員全員満点のグランプリを受賞する。

- 1984年
  - 4月21日 - TM NETWORKがアルバム『RAINBOW RAINBOW』とシングル「金曜日のライオン」同時リリースでデビュー。
  - Sony Music Entertainmentと専属契約を結ぶ[注釈 44]。
  - 7月 - 大江千里「ロマンス」の編曲を担当する。
  - 11月 - 大江千里「十人十色」の編曲を担当した。（※CMバージョンは小室の編曲である）

- 1985年
  - アニメ映画「吸血鬼ハンターD」サウンドトラックを担当する。
  - 小室にとって初のメジャー歌手への楽曲提供は、岡田有希子の3枚目のアルバム『十月の人魚』収録の2曲「Sweet Planet」「水色プリンセス ―水の精―」である。

- 1986年
  - 渡辺美里に曲提供（作曲）した「My Revolution」がヒット。精力的にライブをこなす。

- 1987年
  - TM NETWORKのアルバム『Self Control』、シングル「Get Wild」がヒット。
  - ロサンゼルスでアルバム『humansystem』をレコーディング。Bernie Grundman Masteringにマスタリングを初めて依頼した（Bernie Grundman本人が担当）。

- 1988年
  - 角川映画「ぼくらの七日間戦争」サウンドトラックを担当。
  - 単身渡英し、アルバム『CAROL 〜A DAY IN A GIRL'S LIFE 1991〜』の楽曲制作を開始。
  - アイドルデュオ、キララとウララのキララ（大谷香奈子）と結婚。

- 1989年
  - 2月 - デュラン・デュランの東京ドームライブにゲスト出演、キーボードを演奏する。
  - 「Running To Horizon」で歌手としてソロデビュー、オリコン週間シングルチャート第1位を獲得。続く「GRAVITY OF LOVE」も第1位を獲得した（松田聖子の「Precious Heartを阻止し、連続首位獲得記録を途切れさせた）。アルバム『Digitalian is eating breakfast』をリリース。ソロツアーも開始。シンクラヴィアを本格的に使い始めた。

- 1990年
  - 当人プロデュースによるシンセサイザー（キーボード）EOS B500発売。
  - 角川映画「天と地と」サウンドトラックを担当。
  - オリジナルアルバム『Psychic Entertainment Sound』をリリース。
  - TM NETWORKが「TMN」にリニューアル。

- 1991年
  - 「SPACE WORLD」を開催し、「Think Of Earth」を披露。
  - XのYOSHIKIと「V2」を結成し、シングル「背徳の瞳〜Eyes of Venus〜」をリリース（オリコン最高位第2位）。一度だけライブを行った。
  - ミュージカル「マドモアゼル・モーツァルト」の音楽を担当。
  - avex traxとプロジェクト単位・一作品毎でのライセンス契約を結ぶ[注釈 45][注釈 46]。
  - 自身の個人レーベル第1号となる「TK TRACKS LABEL」を設立。
  - NOVA21グループ傘下のディスコを会場としたディスコツアー「TK TRACKS NIGHT」を開催する。TMのコンサートが終わった後夜23時頃に小室がDJとして自ら1時間程選曲してプレイし、その上にシンセサイザーによる即興演奏とMCも乗せていた。プレイリストにはTMの楽曲も入っていた。同時に小室がマハラジャでダンサー・ボーカリストの審査員を務め、見返りとして全国のNOVA21グループ傘下のディスコでTMの楽曲が1日5回以上かかり、TMのラジオ番組「TMN EXPO '91」のスポンサーをNOVA21が務める等、関係を深めていく[68][176]。

- 1992年
  - 小室の個人事務所「OPERA GIG」を設立。
  - 山羊智詞&赤羽楽団のメンバーとして参加。
  - 提供楽曲のセルフカバーを中心としたソロアルバム『Hit Factory』を製作。
  - 初の全面プロデュースユニットとしてtrf (Tetsuya komuro Rave Factory) を結成、レイブへの傾倒を見せる[177][注釈 47]。
  - 大谷香奈子と離婚。

- 1993年
  - 2月25日 - trfがシングル「GOING 2 DANCE/OPEN YOUR MIND」でデビュー。
  - 6月21日 - trfが2ndシングル「EZ DO DANCE」発売。洋楽中心であった日本のダンスシーンに大変革をもたらした。
  - 米国でRadikal Recordsより「TRF Rave Factory」名義で12インチアナログ「OPEN YOUR MIND」を発売。英国でFAZE-2 RECORDSより「t.r.f」名義で12インチアナログ「OPEN YOUR MIND」を発売。

- 1994年
  - 4月21日 - TMN"終了"。
  - アニメーション映画「ストリートファイターII MOVIE」の音楽監督（鳥山雄司と共同）・主題歌制作を担当。
  - 7月21日 - 篠原涼子 with t. komuroとして「恋しさと せつなさと 心強さと」を発売。初のシングル売上200万枚突破。
  - 小室の個人事務所を「OPERA GIG」から「TK state」に改名、2000年まで活動。
  - 海外向けプロジェクトEUROGROOVEを開始。
  - hitomi、大谷健吾、ANISSのプロデュースも同時期に開始した。trfのアルバム『WORLD GROOVE』から民族音楽への関心を示す。
  - trf「BOY MEETS GIRL」やEUROGROOVEの楽曲などでトライバル・ハウスに積極的に取り組んだ。

- 1995年
  - trf、内田有紀、マーク・パンサー、MOON TRAP、伊藤彰などが出演したミュージカル「1999...月が地球にKISSをする」の音楽を担当。ミュージカルの楽曲は多くが商品化された。
  - ジャングル・シークレット・イベント「t jungle m」を開催。
  - H Jungle with t「WOW WAR TONIGHT 〜時には起こせよムーヴメント」でシングル売上200万枚を突破。「ジャングルで世界一の売上を記録したプロデューサー」として海外の雑誌でも取り上げられた。
  - フジテレビドラマ「ひとりにしないで」の音楽を久保こーじと共同で担当。
  - マーク・パンサー、KEIKOとともに、自身が参加するユニット「globe」を結成。
  - 8月 -「avex dance Matrix '95 TK DANCE CAMP」でオーガナイザーをつとめ、東京ベイサイドスクエア・大阪万博記念公園に計6万人を動員する。
  - 自身のレーベル「ORUMOK RECORDS」をスタート。華原朋美、H.A.N.D.をデビューさせる。
  - FMフェスティバルの一環として、「夢は小室哲哉とできあがる」「20世紀最後の若者達の夢の行方」「夢を追う等身大の姿を捉えていく」をテーマにし、小室が総合プロデューサーを務めるイベント「T.KOMURO CATCH THE DREAM PROJECT」が全国8ヶ所にて、10月23日から11月1日まで行われた。代表として、小室・華原朋美・H.A.N.D.が出演し、ステージ上でパフォーマンスを披露した[179]。
  - 11月22日 - インテル・サン・マイクロシステムズのハードウェア・技術面のサポートを受け、初の公式ウェブサイト「Planet TK」をスタートさせた。サーバはサンディエゴに設置していた[180][181][182]。
  - 12月31日 - trfのシングル「Overnight Sensation 〜時代はあなたに委ねてる〜」で第37回日本レコード大賞を受賞。

- 1996年
  - TBC発のプロジェクト「TBC the レディープロデュース宣言」に1996年を通してのサウンドプロデューサーとして参加する[183]。
  - 1月19日・20日 - 幕張メッセでライブ・パフォーマンス「tk-trap」を開催。
  - globeのシングル「DEPARTURES」で売上200万枚を突破。
  - globeのアルバム『globe』で売上400万枚突破。オリコン歴代アルバム記録を更新。
  - 華原朋美のアルバム『LOVE BRACE』が売上250万枚を突破。オリコン歴代ファーストアルバム初動記録を更新。
  - 安室奈美恵のアルバム『SWEET 19 BLUES』が売上300万枚を突破。オリコン歴代アルバム初動記録、累計記録（女性部門）を更新。
  - 3月21日 - dosがORUMOKからデビュー、R&Bへのアプローチを開始する[184][注釈 48]。
  - 4月 - 嘉門達夫が小室哲哉プロデュースの曲を替え歌にした、TK替え歌メドレー（嘉門達夫もイニシャルは『TK』である）が発売された。9月にはTK替え歌メドレー2も発売となった。
  - 4月15日 - 同日付オリコンシングルチャートで1位から5位までを自身がプロデュースする楽曲で独占した。
  - 9月、小室ファミリーのポータルサイト「TK Gateway」をスタート[182]。Webデザイナー・CGIプログラマーとして有限会社オン・ザ・エッヂ（現LDH）の堀江貴文ら4人が参加していた[186]。その他ヤマハ・NTTと技術提携をし、短いスパンで新技術を導入した[187]。
  - カラオケソフトウェア「TK's karaoke engine」の販売がスタート。
  - 11月13日 - 東京厚生年金会館にて、厚生省の開催する「麻薬・覚醒剤禍撲滅運動 東京大会」の一環として、小室プロデュースによるライブイベント「イエス・トゥー・ライフ dance alive」を開催する。小室・TRF・安室奈美恵・globe・華原朋美・dos・天方直実・知念里奈が出演した。オーケストラアレンジ・監修として服部克久が参加し、小室がオーケストラをバックにピアノを演奏した[188]。
  - 12月 - 小室哲哉とルパート・マードック率いるニューズ・コーポレーションが百万ドルずつ出資し、香港に合弁会社「TK NEWS」を設立。アジア進出の足がかりとなり、2年後に台湾からRing、香港からgrace ipをデビューさせるきっかけとなった。マードックは1998年に撤退したが、TK NEWSはRojam Entertainmentの母体となった。
  - 12月31日 - 安室奈美恵のシングル「Don't wanna cry」で第38回日本レコード大賞受賞。インターネットイベント「TK Trillion Net」が開催された。

- 1997年
  - 1月1日 - 「TK PRESENTS こねっと」として『YOU ARE THE ONE』をリリース。収益金は「こねっと・プラン」参加校に寄付され、教育現場へのインターネット普及に貢献した。
  - 4月6日 - 祖父の出身地、福島県西白河郡中島村に小室アレンジの「ヨカッペ音頭」が流れるからくり時計を寄贈。記念式典にも出席した。
  - globeの2ndアルバム「FACES PLACES」で売上300万枚を突破。また、日本史上初の東京、名古屋、大阪、福岡4大ドームツアーを敢行。
  - 5月20日 - 香港で開催された国際音楽産業見本市「MIDEM ASIA」のエイベックスのショーケースに安室・TRFと共にglobeとして出演[189]。
  - 5月27日・28日 - 台湾で初の海外ツアー「TK PAN-PACIFIC TOUR '97 IN TAIPEI」を開催する。
  - 7月 - アニメーション映画「エルマーの冒険」の音楽監修を務める。
  - 20世紀フォックス配給映画「スピード2」のメインテーマのリミックスを手掛ける。
  - 11月・12月 - 中日邦交正常化25周年記念公演「TK Presents GROOVE MUSEUM」を開催する。
  - DJ DRAGONとプロデュースユニット『tatsumaki』を結成。後に鈴木あみ、BALANCe等に関わっていく。
  - 安室奈美恵のシングル「CAN YOU CELEBRATE?」で売上が200万枚を突破、小室プロデュースのアーティストのシングルとしては最高の売り上げを記録、12月31日に第39回日本レコード大賞を受賞。

- 1998年
  - 1月 - 香港にアジア最大の総合音楽プロダクションを目指す会社「Rojam Entertainment」を設立。7月には中国・上海に「ROJAM DISCO」をオープン。
  - 1月14日 - トーコが、小室哲哉と日向大介の共同プロデュースでデビュー。
  - ニューヨークでインディーズレーベル「TRUE KiSS DiSC」（1999年正式に設置）を始動。鈴木あみ、甲斐よしひろ、Ring、白竜などをプロデュースした。
  - グアム観光政府局より親善大使として「グアム大夏祭」「グアムアートイルミネーション」グアム旅行者にプレゼントされた「アイランドブレス」を総合プロデュース。鈴木あみ・globeと共に現場に登壇し、ライヴを開催している。美術監修は絹谷幸二、イルミネーションの絵柄は島民からアイディアを募集して決定した[190][191]。
  - SEIKOと共同で腕時計「frequency」を開発する。「クロノグラフ機能」「30BPM - 250BPMまで調節できるリズム機能」「発光で刻むメトロノーム」等を内蔵させた[191]。
  - 香港の中国返還1周年記念式典に参加。globe・grace ip・OLIVIAと共にパフォーマンスを披露した[191]。
  - 東京にメディアファクトリーなどとの合弁会社「factoryorumok」を設立。
  - 「YAMAHA EOS SOUND CONTEST98」の審査委員長を務める。（ちなみに副審査委員長は浅倉大介）
  - 7月2日 - TOKYO FMにて「小室哲哉のミリオンナイツ」が放送、本番組にてスタジオライブを披露した。香港では小室・マーク・grace、東京では天方・久保が待機し、二元放送された[190]。
  - サッカー・W杯フランス大会の公式アルバムにジャン・ミッシェル・ジャールとともに「TOGETHER NOW」で参加。
  - 7月14日 - パリ祭のメインイベント「RENDEZ-VOUS '98 ELECTRONIC NIGHT」をジャン・ミッシェル・ジャールと共同で開催する。
  - 10月 - 日本テレビ系列ドラマP.A.のサウンドトラックを担当。
  - 11月4日 - 未来玲可が小室哲哉と久保こーじの共同プロデュースでデビュー。
  - インドネシアバリ島クタビーチにてクラブイベント「GOA IN BALI」をDJ DRAGONと共同で開催し、3万人を動員した。その内2万9千人以上はほぼ外国人だった[192]。
  - 12月31日 - globeのシングル「wanna Be A Dreammaker」で第40回日本レコード大賞を受賞。

- 1999年
  - 1月末 - 華原朋美と破局する。
  - 4月7日 - 元dosの吉田麻美と結成した「TRUE KiSS DESTiNATiON」がメジャーデビュー。TOTOの代表曲「AFRiCA」をカバー。
  - 7月22日 - TM NETWORKの活動を再開。「GET WILD DECADE RUN」を発売した。
  - 10月 - TLCのLeft Eyeが名付け親のBLAQUE IVORYを「ADORE ME」の作曲とアレンジを担当した。

- 2000年
  - 3月27日 - 国際麻薬統制委員会を訪問し、UNODC親善大使を授与される[193]。
  - ニューヨークの国連本部で開催された国連親善大使会議に参加する。
  - TM NETWORKとKiss DestinationがTRUE KiSS DiSCレーベルから撤退。個人レーベル「Tatsumaki Records」を設立。
  - アーティスト養成通信講座「TK MUSIC ONLINE」を開始。
  - ROJAMよりネット配信と通信販売により新曲を発表した。ROJAMからはZoieとCELINA。factoryorumokからは坂口実央、MIYUKI、清水まなぶ、ステレオリキッドなどがデビュー。ネット販売とコンビニ販売を視野に入れた両社であったがレコード販売以外はほとんど実現できなかった。
  - 11月30日 - 麻薬・覚醒剤乱用防止活動としてTRF、BALANCeと共に「イェス・トゥ・ライフ東京大会」に参加。
  - 12月31日・翌年1月1日 - 沖縄県・宜野湾海浜公園トロピカルビーチで「Rendez-vous in Space 2001」が開かれた。

- 2001年
  - 1月 - Sony Music Entertainmentとの専属契約を解消し、factoryorumokから撤退。
  - 2月4日 - 兵庫県神戸市・ワールド記念ホールで開かれた「届け世界へ！神戸、感謝の1万人コンサート」の総合プロデュースを担当。
  - 3月 - 公式サイト「komuro.com」リニューアル[182]。
  - 5月1日 - 吉本興業とマネージメント契約を結ぶ。吉本興業内のレーベル「R&C Japan」（現・よしもとミュージック）の設立に参加、一時期オーナーを務める。
  - 同日、Kiss Destinationの吉田麻美と再婚。
  - DJ DRAGON、原田大三郎とともに「GABALL」結成、トランス・ミュージックへの傾倒が始まる。ROJAMのレコード販売事業は縮小。
  - SAMプロデュースクラブ・イベント「zento」にTRF、BALANCe等と共に、参加・楽曲提供。
  - 9月 - 妻の吉田麻美との間に第1子女児を儲ける。フジテレビ単発テレビドラマ「プラトニック・セックス」の音楽監督を担当（橋本慎と共同）。
  - 10月より放送を開始したアニメ「サイボーグ009 THE CYBORG SOLDIER」の音楽監督（多田彰文、松尾早人と共同）を担当。

- 2002年
  - トランス・イベント「TK PRESENTS SYNTHESIZED TRANCE」を主催。
  - 中国映画「恋愛中的宝貝（邦題：恋愛中のベイビー）」の音楽監督・主題歌制作を担当。
  - 3月 - 吉田麻美と離婚。
  - 5月17日 - 『ミュージシャン及びダンサー用電子時計』を発明して特許（特開平11−72586）を取得。しかし、2007年5月17日に権利消滅[194][195]。
  - 9月 - globeにX JAPANのYOSHIKIが加入。
  - 11月22日 - globeのボーカルKEIKOと再婚。

- 2003年
  - 3月 - 初のピアノ・インストアルバムを3枚発表した。
  - 4月より3年間「キャットミュージックカレッジ専門学校」の名誉校長に就任。
  - 10月 - 全米先行放送アニメ（後に2004年10月より日本でも放送）「ゾイドフューザーズ」の音楽監督を担当。
  - 新型肺炎や鳥インフルエンザの流行などにより、韓国での開催を予定していた黄砂対策チャリティライブが中止。globeにYOSHIKI加入後初の東京ドームライブが中止と、不運が相次いだ。

- 2004年
  - 日中国交正常化30周年記念NHKドラマ「世紀末の晩鐘」の音楽監督を担当。
  - 4月21日 - TM NETWORKデビュー20周年を記念し、横浜アリーナでライブを行った。
  - 5月 - ROJAM株を全て売却し、ROJAMの経営から撤退した。
  - 8月 - 個人スタジオ兼イベント運営会社として「Tribal Kicks」を新たに設立。
  - サッカーJリーグの大分トリニータのスーパーバイザーに就任。
  - 8月2日 - イロメロミックスの着信音をプロデュースする。「WA」「ALERT」等を楽曲として配信した[196]。
  - 11月2日 - globe結成10周年を記念して2年半ぶりの全国ツアーを行う。ツアー中に新曲「judgement」を披露。
  - 12月31日 - BLACK JAXXと共に六本木ヒルズ52Fにてカウントダウンライブを行う。

- 2005年
  - 1月26日・31日 - クラブ・イベント「Electone STAGEA Presents Tribal Kicks TV Party」を開催した。
  - 2月 - 中国の女優である陳好に楽曲提供する。
  - 4月 - avexの手掛ける高音質ネット配信の研究機関「High Definition Sound laboratory」のエグゼクティブアドバイザーに就任。
  - 6月15日 -「@MUSIC HD Sound」にてglobeの楽曲の高音質配信を開始した。

- 2006年
  - ロサンゼルスを拠点とした活動を再開。DJTK名義で丸山茂雄運営の「mF247」に楽曲の提供を開始。
  - 3月 - エプソン 品川アクアスタジアムのアトラクション「ポート・オブ・パイレーツ」の音楽を担当。
  - 7月 - 小室哲哉と吉本芸人がコラボレートを行い「TKプロジェクト ガチコラ」と題して、11組のお笑い芸人に楽曲を提供した。
  - 10月 - 米ロックバンド・Stevie Salas Colorcodeのアルバム『Be What It Is』の楽曲「cherokee girl」にシンセサイザーで参加。
  - 11月 - 自身のMySpaceオフィシャルサイトを開設。
  - 12月 - 音楽配信を主とした新たなインディーズレーベル兼個人スタジオ「TKCOM」を立ち上げる。

- 2007年
  - 4月 - 尚美学園大学芸術情報学部音楽表現学科特任教授に就任。担当した講義は「新世紀音楽概論」で講義の内容は『印税・著作権の問題』『ヒット曲に共通するタイトル』『日本語の音韻論』を展開した。午前9時の1時限目に月1,2回教壇に立っていた[197]。著作権を巡る詐欺事件（前述）のため同大学は2008年11月4日付けで小室哲哉を懲戒解雇処分した。
  - 5月 - Kimeruの「with you」をプロデュース。
  - 6月 - 所属事務所の吉本興業と契約満了。
  - 7月4日 - DJTK名義で「Cream Of J-POP 〜ウタイツグウタ〜」をリリース。
  - 11月2日 - 3日、楽器フェア2007に、TM NETWORKとしてライブ出演。
  - 11月8日 - 11日、秋葉原のメイドカフェ「メイリッシュ」をジャック[198][199]。愛用のギターやキーボードを展示し、店舗を「DJTK」仕様に改装した[198][199]。
  - 12月 - 音楽プロダクションイーミュージックの制作総指揮に就任。同月に設立された芸能事務所「Empire Play Music」に所属。
  - 12月31日・翌年1月1日 - 多福寺にて、「TK New Year Live 2008 in Tafukuji Temple」を開催する（この模様はYouTubeで公式配信された。）

- 2008年
  - 2月13日 - 18年ぶりとなるオリジナルアルバム「Far Eastern Wind - Winter」をiTunes Store配信限定で全世界同時リリース。
  - 3月5日 - オリジナルアルバム「Far Eastern Wind - Spring」をiTunes Store配信限定で全世界同時リリース。
  - 5月31日 - 「MTV Video Music Awards Japan 2008」にkEIKOと共にゲスト・セレブリティとして出演。
  - 6月 - 江の島アイランドスパの新アトラクション「オーロラトリップ」「ヒーリングオーロラ」のサウンドプロデューサーを担当。
  - 7月23日 - オリジナルアルバム「Far Eastern Wind - Summer」をiTunes Store配信限定で全世界同時リリース。
  - 8月 - 尚美学園大学にて「SHOBIワンダーランド」のプログラムとしてピアノコンサートを行う。
  - 9月10日 - オリジナルアルバム「Far Eastern Wind - Autumn」をiTunes Store配信限定で全世界同時リリース。
  - 11月4日 - 兵庫県内に住む個人投資家に著作権譲渡の話を持ちかけ、5億円を騙し取った詐欺の容疑で、大阪地検特捜部に逮捕される[123]。これを受け、「Empire Play Music」は同日付で小室を契約解除した。

- 2009年
  - 5月11日 - 大阪地方裁判所より懲役3年、執行猶予5年の有罪判決が言い渡される。
  - 8月1日 - 個人事務所「a nine」を設立し、エイベックスと専属契約を結んだ[200]。
  - 8月22日 - 『a-nation'09』にglobeのメンバーと共にシークレットゲストとして出演、音楽活動を再開[201]。
  - 11月13日 - クラブイベント『HOUSE NATION』にスペシャルゲストDJとして参加。

- 2010年
  - 2月 - 3月にかけて、再開後初めてのソロコンサートを崇城大学市民ホール・福岡市民会館・鹿児島市民文化ホールで開催された。
  - 5月5日 - AAAに提供した『逢いたい理由/Dream After Dream 〜夢から醒めた夢〜』が発売。オリコンチャートで初登場1位を獲得する。
  - 5月16日 - AAA Heart to ♥ TOUR 2010 東京公演（NHKホール）に登場し、ピアノソロおよび「逢いたい理由」（作曲：小室）のピアノ伴奏を披露した[202]。
  - 9月7日 - 『globe デビュー15周年記念ベスト盤、サイン書き特番』をUstreamにて配信。
  - 9月22日 - 『globe デビュー15周年記念ベスト盤、完成記念特番』をUstreamにて配信。
  - 10月13日 - 14日、KREVAのコンサートイベント「意味深3」日本武道館2Days公演にサポートキーボーディストとして出演。
  - 12月14日 - 『DATV「ほほえみプロジェクト」チャリーティイベント「Message! to Asia」』にGACKT、ペ・ヨンジュンらとともにゲスト出演。

- 2011年
  - 4月29日 - 国連"Friend's Whistle!" プロジェクトに坂本美雨、mihimaru GT、May J.らとともに参加。小室が制作したテーマソング(Always be there)を参加アーティスト全員で歌唱した。
  - 5月4日 - オリジナルアルバム「Digitalian is eating breakfast 2」をリリース。
  - 5月25日 - 小室哲哉のヒット曲を集めた『TK BOX 〜TETSUYA KOMURO HIT HISTORY〜』がmu-mo shop限定で発売された。
  - 6月1日 - オリジナルアルバム「Digitalian is eating breakfast 2 インストバージョン」を配信開始。
  - 6月13日 - 『DOMMUNE「TK Presents BROADJ ♯331」2-Hour Special Live Set by TETSUYA KOMURO』を音楽動画配信サイトDOMMUNEにてストリーミング配信。来場者数はのべ14万人以上にものぼり、ネット上で大きな話題となった。
  - 7月18日 - 『国連UN-OHRLLS・国連の友 "Friend's Whistle! Act for Tomorrow! Vol.2"』に出演。
  - 7月23日 - 24日 - 『a-nation Charge & Go! ウイダーinゼリー THE PREMIUM NIGHT in nicofarre』に出演。
  - 7月30日 - 『Yamaha & Steinberg EXPO 2011 "TK Special Talk & Live"』に出演。
  - 8月19日 - 『FREEDOMMUNE 0＜ZERO＞2011』に出演予定だったが暴風雨のため中止される。
  - 8月20日 - 早朝、中止された『FREEDOMMUNE 0＜ZERO＞2011』を「今日やらないと意味が無いセットリスト」とのことでスタジオより急遽配信。
  - 9月21日- 22日、30日 - 「TETSUYA KOMURO 〜Piano Solo Concert〜」を開催。
  - 10月15日 - 『ASOBISYSTEM & PIF presents ASOBINITE!!!』に前回のASOBINITEと同じく、中田ヤスタカと共にゲスト出演。
  - 10月24日 - globeのボーカルで妻のKEIKOが24日（月）夕方、自宅で倒れ都内病院に緊急搬送された。幸運なことに小室が傍にいたため迅速な対応ができた。(翌日はテレビ収録の仕事が入っていた。)医師に『くも膜下出血』と診断され、25日未明より緊急手術を行い無事成功。その後意識も回復した。KEIKOOとglobeのホームページには小室のコメントが掲載された。
  - 11月5日 - 『早稲田祭2011「UBC-jam vol.25」』に出演。
  - 12月23日 - 『HARAJUKU PERFORMANCE ＋ DOMMUNE』に出演。冨田勲とのトーク＆ライヴを開催。

- 2012年
  - 3月7日 - ボーカルで参加したジュリアン・レノンとともにピアノで参加したNick Woodの新曲『HOPE』がiTunesで配信開始。
  - 3月10日 - 「キーボードマガジン 2012年4月号 SPRING」に小室が審査を務めるキーボードマガジンコンテストについて掲載。付録のCDには小室が制作したコンテストの課題曲が収録されている。
  - 3月20日 - 幕張メッセで開催された東日本大震災復興支援チャリティコンサート『ALL THAT LOVE -give & give-』に米米CLUB、PRINCESS PRINCESSとともにTM NETWORKで出演。
  - 3月21日 - ライヴDVD「TETSUYA KOMURO Special Live @DOMMUNE (TK Presents BROADJ#332)」をリリース。
  - 3月21日 - リミックスアルバム「Digitalian is remixing」をリリース。
  - 3月28日 - 配信限定だった「Far Eastern Wind」がデジタルリマスタリングを施されCDとして「Far Eastern Wind -Complete-」「Far Eastern Wind -Spring / Summer-」「Far Eastern Wind -Autumn / Winter-」の3形態でリリース。
  - 3月28日 - コンピレーションアルバム「小室哲哉 meets VOCALOID」をリリース。
  - 4月18日 - 『ガンダムフロント東京オープニングセレモニー』にゲスト出演。
  - 4月24-25日 - 日本武道館にて『TM NETWORK CONCERT -Incubation Period-』をTM NETWORKで開催。25日公演は日本全国、香港、台湾の映画館にて同時生中継された。
  - 4月25日 - TM NETWORKとして約5年ぶりのシングル「I am」をリリース。TM NETWORKとして12年ぶりにオリコントップ5にランクイン。
  - 6月1日 - 小室哲哉のFacebookページとスタッフのTwitterがスタートした。
  - 7月15日 - 『Keyboard Magazine Festival 2012』にH ZETT M、nishi-kenとともに出演。シンセサイザーオーディションの課題曲の監修、審査も担当した。
  - 8月3-26日 - 野島伸司原作・脚本の舞台『ウサニ』の音楽を担当。
  - 8月12日 - 『FREEDOMMUNE 0＜ZERO＞ A NEW ZERO 2012』に出演。YouTubeでも生中継で配信され、全体の来場者数は約72万人を記録した。
  - 8月12日 - WOMBで行われる音楽イベント『WEEKENDLESS』にm-floのVERBAL、RE:NDZ a.k.a kz(livetune)らと共に出演。
  - 8月26日 - 「ライブDVD & Blu-ray『TM NETWORK CONCERT -Incubation Period-』発売記念スペシャルイベント＠渋谷公会堂」を開催。TMと縁の深い渋谷公会堂でIncubation Periodの特別版を放映、その後メンバーが登場し、一連の活動について解説をした。また、未発表の新曲を小室が生でミックスする作業をファンの前で披露した。
  - 10月1日 - JFN系全国ネット「小室哲哉 Radio Digitalian」がスタート。3月まで月1回でオンエアされていた「RADIO SESSIONS 小室哲哉 Digitalian」が週1回に変更され、再開する。“今話題の楽曲や小室自身が手がけた楽曲を2012年の小室目線”で紹介する内容となっている。
  - 10月3日 - ニッポン放送「オールナイトニッポンモバイル」がスタート。“TM NETWORKの結成に大きく関わった映画話”や、“シンセサイザーの話”などがアーカイブされていき、それぞれ違ったテーマで小室哲哉の過去・現在・未来が語られていく番組となっている。
  - 10月18日 - ドライブのための音楽ナビゲーションサービス「music Chef」に新しいシェフとして小室哲哉が登場。小室が影響を受けた音楽や、自身が手がけた楽曲をセレクション。
  - 10月21日 - フジテレビ系新番組『スナック喫茶エデン』にレギュラー出演。バラエティ番組のレギュラーは初である。
  - 11月15日 - 小室によるトータルプロデュースでモデルの壱岐尾彩花が「GLOWING」でメジャーデビュー。小室が新人をプロデュースするのはFemale non Fiction・R9以来約10年ぶりとなる。
  - 11月21日 - TRFがシングル全31曲を収録したベスト盤『TRF 20th Anniversary COMPLETE SINGLE BEST』をリリースする。16年ぶりにプロデュースを手がけた新曲が収録される。
  - 11月25日 - エイベックス主催のダンスイベント&オーディション「DANCE NATION 2012」のスーパーバイザーを務める。

- 2013年
  - 1月6日 - フジテレビ「みんなのKEIBA」テーマ曲を担当。タイトルは「Now1(ナウワン)」。
  - 2月15日 - 雑誌「FRIDAY」にて自身がC型肝炎であることを告白。薬の副作用と戦いながらも、現在は順調に回復に向かっているとのこと。
  - 2月25日 - TRFのデビュー日である2月25日に小室哲哉プロデュースによるTRFのミニアルバム「WATCH THE MUSIC」がリリースされる。これに伴い「TRF」の表記が92年のデビューから96年まで使用していた小室哲哉プロデュースを象徴する小文字の「trf」に変更にされる。
  - 2月27日 - GyaO! ライブトークにTRFのYU-KIと共に出演。
  - 3月6日 - 約2年ぶりのソロアルバム「DEBF3」がリリース。最新エレクトロニック・ダンス・ミュージック（EDM）を基調としたアルバムとなり、iTunes総合チャートで1位を獲得した。
  - 3月25日 - 「Applayersコンテスト FINAL STAGE＠ニコファーレ」に審査員として出演。
  - 4月15日 - 2013年5月25日（土）と26日（日）にさいたまスーパーアリーナにて予定されていた『TM NETWORK FINAL MISSION -START investigation-』がボーカリスト宇都宮隆の体調不良のため、延期されることが発表された。
  - 7月20日-21日 -『TM NETWORK FINAL MISSION -START investigation-』がさいたまスーパーアリーナにて開催され、全国の映画館で同時生中継された。
  - 7月31日 - フジテレビ系「FNSうたの夏まつり」に出演。昨年に引き続き、TRFや浅倉大介、西川貴教などと共演した。
  - 8月9日 - globeが18周年を迎え、新曲『ホワイトアウト』の制作を開始したことを発表。
  - 8月10日 - SUMMER SONIC2013 / 東京 MIDNIGHT SONICに出演。
  - 8月21日 - fripSideに提供した「eternal reality」のビデオクリップにゲスト出演。
  - 8月29日 - 東京ステーションホテルで行われたファッションブランド「LOUIS VUITTON」主催のエキシビジョン「Timeless Muses（時を超えるミューズたち）」展に松浦勝人、大沢伸一らと共に来場。
  - 9月21日 - リリー・フランキー主催のイベント「ザンジバルナイト2013」に出演。
  - 9月25日 - リミックスアルバム「DEBF EDM 2013 SUMMER」をiTunes Storeで配信。
  - 10月8日 - フジテレビ「ハモネプ☆スターリーグ」にチーム「TK HARMONIER」のリーダーとして出演。メンバーは坂本美雨、篠原ともえ、島谷ひとみ、DEEP。
  - 10月29日 - TOHOシネマズ六本木ヒルズで開催される映画『スティーブ・ジョブズ』 のジャパンプレミアにゲスト出演。トリビュートミニライブを行う。
  - 10月29日 - オランダ出身のDJ Afrojackの楽曲『The Spark (feat Spree Wilson)』のTetsuya Komuro Remixが配信開始。
  - 10月31日 - YouTube上で展開する新しい歌番組プロジェクトTOYOTA「WISH presents 白黒歌合戦」のトークセッションにヒャダインこと前山田健一と共に出演。
  - 11月2日 - フジテレビ「フジテレビ開局55周年記念 音楽特別番組 FNS名曲の祭典」に出演。
  - 11月14日 - ニンテンドー3DS用ソフト「大合奏！バンドブラザーズP」のプリセット楽曲を提供。
  - 12月4日 - ヒャダインこと前山田健一とのコラボ楽曲『22世紀への架け橋』がiTunes Store限定で配信開始。
  - 12月4日 - フジテレビ「2013FNS歌謡祭」に出演。
  - 12月7日 - YouTube上で生配信されるTOYOTA「WISH presents 白黒歌合戦」プレミアムライブに出演。
  - 12月11日 - さいたまスーパーアリーナで行ったライブ「TM NETWORK FINAL MISSION -START investigation-」がBlu-ray DiscとDVDで発売。初回限定盤には小室のオーディオコメンタリーも収録。
  - 12月20日 - Le Baron de Parisにて開催された「Syn City Christmas Ball」にDJとして出演。
  - 12月29日 - 『rockin'on presents COUNTDOWN JAPAN 13/14』にDJとして出演予定。

- 2014年
  - 1月31日 - 小室が自宅からスタジオに向かう最中、乗っていた車が交通事故を起こし、頸椎捻挫の軽傷を負った。これにより翌日に行われるはずだった坂本美雨とのイベントは大事をみて中止となった。
  - 4月2日 - 小室のソロアルバム『TETSUYA KOMURO EDM TOKYO』が発売。
  - 4月5日 - 小室の交通事故によって延期されたライブイベント「ディア・フレンズ LIVE Vol.2 welcomes 小室哲哉Supported by あ・う・て」がTOKYO FMホールにて開催。
  - 4月13日 - 「burn WORLD DJ CONTEST 2014」に小室哲哉がメンターとして参加。コンテストのファイナリストと対談し、目の前で自らのパフォーマンスを披露した。
  - 4月22日 - TM NETWORKの39枚目のシングル『LOUD』とセルフプロダクトアルバム『DRESS2』が発売。
  - 4月26日 -『TM NETWORK LIVE TOUR "the beginning of the end"』が東京・府中の森芸術劇場どりーむホールからスタート。
  - 4月30日 - 違法ダウンロードの防止を目的とした「STOP!違法ダウンロード」啓発ビデオクリップに元スケボーキングのSHIGEOと共に参加。このプロジェクト用に小室が書き下ろした新曲「GOOD CLICK CREATES GOOD MUSIC!」がYouTubeで公開された。
  - 4月30日 - 東京プリンとたいせつな仲間たちによる楽曲「明日笑っていられるように」にキーボードで参加。
  - 5月3日 - 4月2日にリリースした「TETSUYA KOMURO EDM TOKYO」を記念して小室本人がDJとして大阪、名古屋、大分、渋谷のクラブに登場する。
  - 5月5日 - ダンスミュージックイベント『MUSIC CIRCUS'14』にスティーブ・アオキやVERBALなどと共に出演。
  - 5月21日 - アフロジャックのアルバム「フォーゲット・ザ・ワールド」日本盤に小室がリミックスを担当した「ザ・スパーク」が収録される。
  - 5月25日 - ライブ「TETSUYA KOMURO 2014 SPRING[FINAL]」をUstreamで生配信。前日のラジオで訪れていた沖縄のスタジオで行われた。
  - 5月31日 - ageHaで行われたAFROJACKのライブにサプライズで登場。
  - 6月14日 - 音楽授賞式「MTV VIDEO MUSIC AWARDS JAPAN 2014」にゲストセレブリティとして出演。このイベントに出演するのはおよそ6年ぶりである。
  - 9月12日 - アソビシステムの人気パーティー「ASOBINITE!!!」に中田ヤスタカ、VERBAL、RAM RIDERらと出演する。中田との共演はおよそ3年ぶり。
  - 9月14日 - ミュージックフェスティバル「THE BIG PARADE 2014」に登場。スペシャルトークセッションを行う。
  - 9月24日 - ライブBlu-ray & DVD『TM NETWORK 30th 1984〜 the beginning of the end』が発売。
  - 9月24日・10月4日 - 坂本美雨をフィーチャーした『小室哲哉 featuring 坂本美雨 ビルボードライブ』が9月24日に東京、10月4日に大阪で行われる。
  - 10月29日 - 「TM NETWORK 30th 1984〜 QUIT30」が神奈川のよこすか芸術劇場からスタート。
  - 10月29日 - TM NETWORKの前作からおよそ7年ぶりとなるオリジナルアルバム『QUIT30』がリリース。
  - 11月15日 - 小室書下ろしのストーリーブック『CAROLの意味』が発売。世界観に合わせて制作された50分を超えるインスト曲「password」をダウンロードすることができるMUSIC CARDを付属。
  - 11月27日 - 小室哲哉の公式LINEアカウントがスタート。
  - 12月3日 - フジテレビ年末恒例特番「2014FNS歌謡祭」に出演。
  - 12月27日 - ファンクラブ限定イベントTM NETWORK 30th ANNIVERSARY FANKS PARTYがホテル日航東京にて開催。
  - 12月30日 - rockin'on presents「COUNTDOWN JAPAN 14/15」にTM NETWORKが出演。

- 2015年
  - 1月17日 - 全国映画館にて「TM NETWORK THE MOVIE 1984〜 30th ANNIVERSARY」が上映開始。
  - 2月7日・8日- アリーナ公演「TM NETWORK 30th 1984〜 QUIT30 HUGE DATA」がさいたまスーパーアリーナにて開催。
  - 2月14日・15日- アリーナ公演「TM NETWORK 30th 1984〜 QUIT30 HUGE DATA」が神戸ワールド記念ホールで開催。
  - 3月21日・22日- アリーナ公演「TM NETWORK 30th FINAL」が横浜アリーナにて開催。
  - 4月9日- フジテレビ系“ノイタミナ”枠にて放送開始のオリジナルテレビアニメ「パンチライン」の音楽を担当。劇伴とキャラクターソングを手がけた。
  - 4月17日- ニッポン放送にて「TM NETWORKのオールナイトニッポン」が放送。
  - 4月22日 - 会場限定CDだった『Get Wild 2015』に「Just Like Paradise 2015」が追加されてiTunes、mora、e-onkyoなどで配信開始。
  - 5月14日 - 17日 - 小室哲哉のDJイベント「〜globe 20th〜」が名古屋・広島・神戸・大阪にて開催。
  - 5月21日- 「小室哲哉feat.坂本美雨アコースティックライヴ」が熊本・八千代座で開催。
  - 6月24日 - 「パンチライン」オリジナルサウンドトラックが発売。
  - 6月25日 - アトラスより発売されるPS Vita用ゲーム『ペルソナ4 ダンシング・オールナイト』に楽曲アレンジで参加。
  - 7月22日 - 2015年2月に開催された「TM NETWORK 30th 1984〜 QUIT30 HUGE DATA」さいたまスーパーアリーナ公演のLIVE Blu-ray / DVDが発売。Blu-ray2枚組の豪華盤のDisc2には、2014年12月に国際フォーラムで開催された「QUIT30」公演を収録。
  - 8月5日 - globeの楽曲のアレンジを再構築した2枚組アルバム『Remode 1』をリリース。
  - 8月9日 - 「globe 20th anniversary special event」が新宿ステーションスクエアで開催され、小室・マークによるライブ・DJパフォーマンスが披露された。
  - 9月16日 - tofubeatsの2ndアルバム『POSITIVE』に参加。
  - 10月25日 - 上海の音楽芸術向上への貢献が称えられ、上海国際芸術祭青年創想週間組織委員会から「上海戯劇学院金融総裁班特別芸術顧問賞」と「上海国際芸術祭青年創想特別貢献賞」が授与される[203]。
  - 10月26日 - 競馬エンターティンメントサイト「umabi.jp」のテーマソングを小室哲哉、神田沙也加(TRUSTRICK)、tofubeatsとの3者で結成された新ユニット『TK feat. TK』が担当。作成した楽曲『♯RUN(ハッシュラン)』を同サイトで公開。
  - 11月25日 - 2015年3月22日開催されたTM NETWORKの横浜アリーナ公演、「TM NETWORK 30th FINAL」のBlu-ray/DVDが発売。
  - 12月2日 - TeddyLoidの約1年3ケ月ぶりとなるオリジナル2nd Albumに小室哲哉が参加。
  - 12月8日 - 香川、愛知、東京、福岡、大阪の5か所で行われるピアノコンサート『小室哲哉PIANO BIOGRAPHY』がスタート。ギタリストに葛城哲哉を迎えて演奏された。また、東京公演ではボーカリストとして坂本美雨が参加。
  - 12月16日 - globe20周年プロダクト第2弾としてトリビュートアルバム『#globe20th -SPECIAL COVER BEST-』を発売。HYDE、木村カエラ、浜崎あゆみ、TRFなどが参加するほか、小室哲哉自身もプロデュース・アレンジで参加。
  - 12月23日 - 小室哲哉feat.神田沙也加(TRUSTRICK) & tofubeats名義として「Umabi」テーマソング「#RUN」を配信開始。
  - 12月23日 - TM NETWORKのアルバム『DRESS2』のハイレゾ版が配信開始。
- 2016年
  - 3月12日 - 新木場agehaにて開催されたASOBINITE!!!に出演。
  - 3月23日 - TM NETWORKの2012年の日本武道館公演から2015年の横浜アリーナ公演まで、5つのライブをリマスタリング&高音質化して収録したBlu-ray BOX「TM NETWORK 2012-2015」が発売。30周年イヤーの舞台裏に迫るドキュメント映像や、COUNTDOWN JAPAN14/15の出演映像も収録。
  - 3月23日 - 『#globe20th -SPECIAL COVER BEST-』と『DEBF EDM 2013 SUMMER』のハイレゾ版が配信開始。
  - 3月28日 - クロレッツとのコラボ企画「小室哲哉 feat.スッキリ応援歌メーカー」がweb上にてスタート。
  - 3月30日 - 4月9日(土)に開催を予定していた「小室哲哉 PIANO BIOGRAPHY feat.坂本美雨」台北「ATT SHOW BOX」公演が小室哲哉の右足関節骨折のため、急遽延期されることが発表された。
  - 4月20日 - NHK BSプレミアム「J-MELO」オープニングテーマとして小室哲哉とつんく♂が初コラボした楽曲『Have Dreams!』がitunesやmora等で配信開始。歌唱はMay J.が担当。
  - 5月9日 - J SPORTS プレミアリーグ中継エンディングテーマ「a new lease on life」が配信開始。
  - 5月14日 - 茨城・筑波大学にて音楽とテクノロジーを融合させたイベント「J-WAVE INNOVATION WORLD FESTA 2016」にDJスタイルで出演。
  - 5月20日 - 小室哲哉がMCをつとめるネット音楽番組「TK MUSIC FRESH! by AWA」の月イチレギュラーがAbema TVで放送開始。
  - 6月1日 - TOKYO FM「Blue Ocean」テーマソング『BLUE OCEAN』がiTunes / Apple Musicより先行配信スタート。
  - 7月1日 - 株式会社DMM.comが運営する会員制オンラインサロンサービス「DMM Lounge（ラウンジ）」にて、小室哲哉による「小室哲哉 - TK Culture Gathering」が公開。
  - 7月1日 - Amazonプライム・ビデオにて配信開始されたのドキュメンタリー作品『Invisible TOKYO』に出演。
  - 7月12日 - 『Tetsuya Komuro Interviews Complete from 1984 to 2014』がAmazonで発売。
  - 7月14日 - 16日 - 名古屋・神戸・京都・大阪のクラブにてDJとして出演。
  - 7月30日 - 秋元康、つんく♂、指原莉乃と共にそろって代々木アニメーション学院のプロデューサーとして正式に就任。
  - 8月3日 - globeの楽曲のアレンジを再構築したRemodeシリーズ第2弾『Remode 2』がリリース。
  - 8月3日 - 第13回東京国際ミュージック・マーケット、ビジネス・セミナーのスピーカーに出演。
  - 8月3日 - 「坂崎幸之助の第2回ももいろフォーク村デラックス」に木根尚登、MARC PANTHERと共に出演。
  - 8月8日 - 20周年最終日を迎えるglobeが、8月8日に六本木ニコファーレにてイベントを急きょ開催。
  - 8月19日 - ファッションブランド「SEPT PREMIÈRES by Kenzo Takada」のTVCMソングを小室が担当。ゲストボーカルは大森靖子が担当。
  - 9月8日 - オーストリアのリンツで開かれる「アルス・エレクトロニカ」で、脇田玲と小室がオーディオビジュアルインスタレーションを発表。
  - 10月2日 - 中田ヤスタカがレジデントを務めるフェス" OTONOKO［オトノコ］"に出演。
  - 10月7日 - "VISION5th Anniversary presents track maker" にDJとして出演。
  - 10月9日 - 北九州市で開催された東京ガールズコレクションの公式アフターパーティー『もみ処癒し屋 Presents TGC Night KITAKYUSHU 2016』にDJで出演。
  - 10月12日 - デザイン・チーム<TOMATO>のサイモン・テイラーがオーガナイズし、ケミカル・ブラザーズがヘッドライナーとして出演する「Rockwell SirKus 2016 」に出演。
  - 10月17日 - 札幌「KING XMHU」に DJとして出演。
  - 10月26日 - シンガーソングライターの大森靖子へ楽曲提供した『POSITIVE STRESS』が発売。
  - 10月28日 - Chim↑Pom 主催『ART is in the pARTy Day 2』にシークレットゲストとしてライブセットで出演。
  - 11月18日 - 日本初となる写真と映像のアートフェア「ART PHOTO TOKYO – edition zero –」に出演。
  - 12月8日 - 府中の魅力を市内外に発信し、観光などの振興に資するための「東京多摩振興　特命　武蔵国府中大使」に小室哲哉が任命された[204]。
  - 12月19日 - 12月24日 - 毎年恒例となった『小室哲哉PIANO BIOGRAPHY feat.坂本美雨』が2016年も開催。
  - 12月19日 - エイベックス・グループの障がい者スポーツ支援事業「avex challenged athletes」が、障がい者スポーツの認知・普及を目的に作成したプロモーション映像に、新曲「one more run」を提供。
- 2017年
  - 3月15日 - 約3年ぶりのソロアルバム『TETSUYA KOMURO JOBS#1』が発売。
  - 3月29日 - H Jungle With tのヒット曲『WOW WAR TONIGHT』のアナログ盤が7インチでリリース。
  - 4月5日 - TM NETWORKの代表曲Get Wildの発売30周年記念アルバム「GET WILD SONG MAFIA」が発売、ギネス世界記録に認定される。
  - 4月22日 - H Jungle With tの2ndシングル「GOING GOING HOME」が、RECORD STORE DAY限定盤アナログとして発売。
  - 6月3日 - 音楽とテクノロジーを融合させたイベント「INNOVATION WORLD FESTA 2017」に2016年に引き続き出演。
  - 6月21日 - アルバム『GET WILD SONG MAFIA』収録曲「GET WILD 2017 TK REMIX」と石野卓球（電気グルーヴ）が手掛けたアルバム未収録バージョン「GET WILD（Takkyu Ishino Latino Remix）」がアナログレコードで発売。
  - 7月17日 - 7月23日 - 府中市市民活動センター「プラッツ」に新たに建設された多目的ホール「バルトホール」のオープン記念イベント「けやきの森のハーモニー」の監修を務める[205]。
  - 7月31日 - 浅倉大介との音楽ユニット「PANDORA」を結成[206]。
  - 8月19日 - 8月20日 - 超ドSフェスタしずおかの特任大使に就任、野外ライブイベントの出演アーティストの選出・ステージの設計等の演出全般に企画段階から関わった[207]。
  - 11月3日 - PLAYCOOL CAMPにZeebraと共に講師として出演。
  - 11月5日 - 日本科学未来館にて開催された『MUTEK 2017』に慶應義塾大学教授 脇田玲と共に出演。インスタレーションライブパフォーマンスを行った。
  - 11月8日 - 安室奈美恵のベストアルバム、『Finally』に収録された新曲、「How do you feel now?」をプロデュース。ミュージックビデオでは、再会を果たすシーンが描かれている[208][209]。
  - 12月2日 - 品川インターシティホールで行われる木根尚登のソロデビュー25周年記念ライブ「キネバラ」にゲスト出演。
- 2018年
  - 1月7日 - 深夜、渋谷camelotにDJとして出演、浅倉大介も事前告知なく参加。
  - 1月19日 - 音楽活動からの引退を表明。
  - 1月24日 - 浅倉大介との音楽ユニット「PANDORA」が、ゲストボーカルにBeverlyを迎えた1st シングル『Be the one』をリリース。同日、主題歌となっている仮面ライダービルドのイベント『超英雄祭 KAMEN RIDER × SUPER SENTAI LIVE & SHOW 2018』に出演[210]。
  - 1月26日・2月3日 - PANDORA初のワンマンライブ『PANDORA 2018@Billboard Live』が東京・大阪で行われる[211]。
  - 2月6日 - NHKうたコンにPANDORA feat. Beverlyとして出演[212]、表舞台を去る。
- 2019年
  - ピアノ・シンセサイザーを駆使して制作した空間音楽を建築・芸術関係の企業に向けて提供する仕事を、自身の名前を出さずにお忍びで始めることでミュージシャンとしての制作活動を再開する[137]。
  - 8月1日 - 福島県立ふたば未来学園高等学校にて開催された「双葉郡中高生交流会　FUTABA 1 DAY SUMMER SCHOOL」のワークショップにて、秋元康のオファーで音楽家として、ボランティアの講師を務めた。公的なイベントに出演するのは1年半ぶりである[213]。

- 2020年
  - 6月12日 - 秋元康の依頼でTOKYO FM「TOKYO SPEAKEASY」にゲスト出演、2年4ヶ月ぶりにメディア出演を果たす[137]。
  - 7月24日 - 秋元康や関係者の後押し・オファーによって、乃木坂46に「Route 246」を提供、ラストアイドル「風よ吹け!」以来2年3ヶ月ぶりに公に楽曲提供を行う[138]。リリース初日に1位[214] を獲得[215]、ソニーミュージックによるとダウンロード・ストリーミングともに自身最大の配信ヒットとなり、ストリーミングはリリース後1週間で300万再生を超えた[139]。
  - 7月31日 - 復帰2作目として浜崎あゆみへ「Dreamed a Dream」を提供[216]。リリース初日は1位[217] を獲得。
  - 9月12日 - 渋谷QWSより行われたライブ配信「Ground TK」でミニライブを行う[218]。
  - 10月23日 - 株式会社「ラッセル・マインドフルネス・エンターテインメント・ジャパン」が開発したメンタリング瞑想アプリ「RussellME」に楽曲「聴く瞑想」を提供する[219]。
  - 10月31日 - 父母ヶ浜にて野外コンサートを行う[220]。
  - 12月18日 - 東海ラジオにTM NETWORKとして出演[221]。
  - 12月29日 - 宇都宮隆・木根尚登のライブに事前告知なく登場、2曲を披露[222]。
  - 12月31日 - 乃木坂46が「Route 246」で紅白出場、提供楽曲が歌われるのは10年ぶりとなる。
- 2021年
  - 4月28日 - 「RUNNING TO HORIZON (206 Mix)」配信リリース[223]。
  - 6月1日 - 小室の個人事務所「a nine」をエンタテインメント事業運営・準備体制に移行する形で、株式会社「Pavilions」へと発展。小室は100%株主となり、7月9日付で代表取締役に就任した[224]。
  - 6月11日 - 森、道、市場でのライブイベントに坂本美雨と出演、ギターは西田修大、ベースはクラムボンのミト[225]。
  - 7月2日 - faniconにて会員制ファンコミュニティ「TETSUYA KOMURO STUDIO」を開設[226]。
  - 7月30日 - D4DJのリズムゲームアプリ「Groovy Mix (#グルミク)」に Lynx Eyes (Raychell & 梅村妃奈子) に作詞作曲で提供した新曲『#ALL_FRIENDS』が追加され[227]MVが公開[228][229]。翌年1月5日 CDリリース[230]、9日「Do the Dive」追加[231]。5月28日Call of Artemis(水樹奈々・Raychell・小宮有紗・梅村妃奈子)に書き下ろした新曲「I don't wanna lose!」が追加された[232]。
  - 9月25] - J-WAVEにてKREVAのラジオ番組にゲスト出演[233]。
  - 10月9日 - TM NETWORK無観客ライブ作品「How Do You Crash It? one」配信[234]。
  - 10月10日 - J-WAVE INNOVATION WORLD FESTA 2021に出演しNFT作品を公開収録、後日「.mura」よりリリース[235]。以降作品を各NFTでも随時リリース。翌年も同イベントにLIVE出演。
  - 11月1日 - 版権管理会社「SOUND PORT」を設立。小室は100%株主・代表取締役となった[224]。
  - 11月26日・11月27日 - ビルボードワンマンライブを開催[236]、アルバム「JAZZY TOKEN」をvinylでfanicon会員限定リリース。同ライブは公演名をhit factoryとして引き続き各地のビルボードライブにて開催。
  - 12月10日・12月16日 - 東海ラジオにTM NETWORKとして出演[237]。
  - 12月11日 - TM NETWORK無観客ライブ作品「How Do You Crash It? two」配信[238]。
  - 12月13日 - スマートフォン向けアプリゲーム「カイジ -闇の黙示録-」の劇中BGMを担当する[239]。
  - 12月14日 - 宇都宮隆・木根尚登のライブに特別審査員として出演[240]。
  - 12月16日 - 2015年 GMOインターネット社に提供した社歌「Internet for everyone」を6トラックに分解したNFTを「Adam byGMO」よりリリース[241]。
  - 12月21日 - 日本経済新聞社内のメディアビジネスイベント・企画ユニットが運営する「日経宇宙プロジェクト」において、有人宇宙システム株式会社（JAMSS）が提供する国際宇宙ステーション（ISS）を利用した高品質タンパク質結晶生成サービス「Kirara」を利用し、宇宙利用促進のため、宇宙ビジネスを応援する様々なデータを搭載したSDメモリーカードをISSへ届ける取り組みの一環として、「日経ARアワード」に応募されたアイディア・TM NETWORK「BEYOND THE TIME (メビウスの宇宙を越えて)」・小室哲哉「Space Traveler」の楽曲データ等を納めたSDメモリーカードが、国際宇宙ステーション（ISS）に向けて打ち上げられた。2022年1月25日に地球に帰還し、2022年2月25日に国際宇宙ステーション（ISS）の滞在証明書を添えられて日本経済新聞社に返却された[242]。
  - 12月29日 - 観月ありさ「TOO SHY SHY BOY! (TK SONG MAFIA MIX)」配信リリース[243]。翌年アルバムに収録[244]。
- 2022年
  - 1月26日 - 音楽とIT技術の融合及び、NFT・ブロックチェーン事業を推進するため株式会社「THE WHY HOW DO COMPANY」・株式会社「世界」と業務提携契約を締結[245]。
  - 2月12日 - TM NETWORK無観客ライブ作品「How Do You Crash It? three」配信[246]。
  - 2月28日 - 2022年3月1日付で国立研究開発法人「理化学研究所」の客員主管研究員に就任。任期は2025年度まで[146]。
  - 4月19日 - 21日リリースのTM NETWORK Blu-ray How Do You Crash It?にナレーションで参加したサッシャのJ-WAVEラジオ番組にゲスト出演[247]。
  - 4月28日 - TM NETWORK「Please Heal The World」LINE NFTにてリリース。
  - 5月11日 - Sound ART プロジェクト「Sound ART Project FLUcTUS」に参加発表[248]。
  - 5月28日 - SKE48 Team S オリジナル新公演「愛を君に、愛を僕に」プロデュース。6月8日CDアルバム発売、作曲にTM NETWORKの木根尚登も参加[249]。
  - 7月23日 - 日経メタバースコンソーシアムが主催するイベント「未来委員会」のアドバイザーに就任[224]。
  - 7月29日 - TM NETWORK TOUR 2022 "FANKS intelligence Days" 9月4日まで5都市9公演開催[250]。
  - 8月5日 - 東方Projectの公認二次創作ゲーム東方ダンマクカグラに「Bad Apple!! feat.nomico (Tetsuya Komuro Remix)」が追加 [251][252][253][254]、東方ダンマクカグラ ミュージックコレクション・幻に２サイズ収録[255]。
  - 9月1日 - 小室の株式会社「Pavilions」「SOUND PORT」の株式を株式会社「THE WHY HOW DO COMPANY」が85%取得。「Pavilions」「SOUND PORT」を子会社化。小室は株式会社「THE WHY HOW DO COMPANY」執行役員・社内の「エンタテインメント事業部」製作総指揮に就任した[224]。
  - 9月11日 - 近田春夫の古希祝いとして東京タワーメインデッキにて開催されたB.P.M.CYNDICATE 復活祭 on TDMW2022に出演[256]。
  - 9月17日 - 篠原涼子 with t.komuro「恋しさと せつなさと 心強さと 2023」配信リリース[257]。翌年9月27日にCD[258]が、翌々年3月27日には7インチ[259]をリリース。
  - 10月12日 - 国立競技場にて開催された芦田多恵のファッションショー「TAE ASHIDA COLLECTION SPRING SUMMER 2023」にシークレットゲストとして出演、ファッションショーの音楽を生演奏で担当[260][261][262][263]。
  - 11月16日 - 「デジタルコンテンツEXPO 2022」にて、「ASIAGRAPH・匠賞」を受賞する[264][148]。
  - 11月27日 - フルオーケストラとのコンサートHISTORIA、翌年にかけ追加公演を含む3公演開催[265]。
  - 12月5日 - CASIO G-SHOCK40周年の招待制イベントの第二部に結成40周年を迎えるTM NETWORKとして及びAwichと小室自身とのコラボレーションで出演[266][267]。
  - 12月8日 - 「Web3を紹介し、利用障壁を低める」「Web3の使用を根底にした製品技術の探求」「Web3における高品質のチューニング機能・その他リソースの長所を生かした音楽制作」「ソーシャルエンターテインメントモデルのさらなる可能性の追求」「ユーザーが制作した楽曲をNFTとして紹介し、ユーザー自身が登録した著作権を所有しながら管理・収集・譲渡・トレードできる様にする」ことを目的にしたWeb3音楽・エンターテインメントアプリ「MMMM(Make Music Make Mess)」を運営する会社「MMMM」の日本人アンバサダー・特別音楽コンサルタントに就任。音楽のクオリティ・制作システムの向上等、サービス全般に対する総合的なガイド・アドバイスを行う[268][269]。
  - 12月31日 - 篠原涼子が「恋しさと せつなさと 心強さと 2023」で紅白出場、小室もピアノ伴奏で出演[270][271]。
- 2023年
  - 6月22日 - フランス・カンヌ市で開催される広告賞イベント「カンヌライオンズ 国際クリエイティビティ・フェスティバル」の日本経済新聞社のセミナーに登壇。ライブパフォーマンスを行う[272][273]。参加にあたって小室は「自作をAIに聴かせ、AIによる客観的な感想を言葉にし、ステージで投影する」アイディアを思いつき、日経イノベーション・ラボに演出システムの開発を打診した。それに対して日経イノベーション・ラボは「小室の楽曲の背景や歌詞をチャットボット『ChatGPT』に入力し、その感想をAIに自動生成させる手法」を開発した。こうして「音楽の展開と共に、AIによる英語の言葉の数々がスクリーンに映し出される」演出が実現された。それを背景に、「Lions Tension」「NEVER END」「AQUA」「Still Breathing」「Traffic Jam」「Get Wild」が披露された[274]。
  - 8月26日 - さいたまスーパーアリーナで開催されたAnimelo Summer Live 2023 -AXEL- Day2 にTM NETWORKとしてシークレットゲストで出演[275]。
  - 9月7日 - TM NETWORK 40th FANKS intelligence Days 〜DEVOTION〜 11月30日まで12都市16公演開催[276]。
  - 10月1日 - 新宿歌舞伎町玉城ビルとChim↑Pom from Smappa!Group の新プロジェクト展覧会『ナラッキー』にてSYNTHESIZER improvisation LIVE PERFORMANCEを行う[277][278]。
  - 10月26日 - 新宿住友ビル 三角広場にて開催された芦田多恵のファッションショー「JUN ASHIDA / TAE ASHIDA 60TH ANNIVERSARY SPRING SUMMER COLLECTION 2024」の音楽を大浦萌によるチェロ[279]と自身のピアノ[280]による生演奏で担当[281][282][283]。演奏終盤はDJ SHUZOとのセッションも行う[284][285]。
  - 12月18日 - 水墨画家・曹亜鋼が手掛けた水墨画からインスピレーションを得ての楽曲制作という形でのコラボレーションによる約30分にわたるインストゥルメンタルの楽曲「永遠の富士山」をNFTとして、NFTマーケットプレイス「AmazeWallet」にて1万点限定発売[286]。

- 2024年
  - 1月18日 - 「TM NETWORK 40th FANKS intelligence Days 〜STAND 3 FINAL〜」3月8日まで7都市9公演開催[287]。
  - 1月24日 - 西川貴教 with t.komuro「FREEDOM」リリース[288]。
  - 4月20日 - 「TM NETWORK 40th FANKS intelligence Days 〜YONMARU〜」5月19日まで3都市6公演開催[289][290][291][292]。
  - 5月12日 - H Jungle with tとして「ごぶごぶフェス」に出演[293]。
  - 5月12日 - NHK FM ヴォイスミツシマ #46 ゲスト出演[294]。翌週5月19日放送回#47では小室によるキーワードに沿った選曲と添えられたコメントがMCの満島ひかりによって紹介された[295]。
  - 6月7日 - ビルボードにてTK SONG MANIA公演、ゲストにチェロ奏者徳澤青弦を迎え2日間4公演開催[296]。引き続き月末からはオーケストラコンサート「ELECTRO」5都市6公演および翌年追加1公演開催[297]、ゲストボーカル野宮真貴、木根尚登、宇都宮隆、満島ひかり。西川貴教。
  - 7月14日 - フランス・パリ市で開催された「Japan Expo」にて、「名誉ゲスト」として招聘され、DJ＋シンセ＋AIのセットで約60分の中、3,000人の観客の前でライブパフォーマンスを披露した。参加にあたって小室は「AIと生身のVJのコラボ」を志向し、「音楽から動画をリアルタイム生成するシステム」を開発し、このライブで世界初公開となった[298]。「FREEDOM」「晴れる道〜宇宙人に合わせる顔がねえ!」「Be The One」「BEYOND THE TIME (メビウスの宇宙を越えて)」「genesis of next」「恋しさと せつなさと 心強さと」「RUNNING TO HORIZON」「Get Wild」「STILL LOVE HER (失われた風景)」が披露された[299]。
  - 12月25日 - マルハンとのコラボレーション第1弾として、マルハン北日本カンパニーのパチンコ事業にて小室のオリジナル楽曲「Electric City」を店内にて使用開始・小室と望月琉叶のコラボレーション楽曲「Shout The Fight／夜明け前」を発表[300]。
  - 12月31日 - 単独公演『TM NETWORK 2024 intelligence Days FANKS inside』開催[301]。

- 2025年
  - 2月8日 - テクノロジーとアートをかけ合わせたカルチャーイベント「DIG SHIBUYA 2025」の一環で行われた約15分間のドローンショー「DIG SHIBUYA DG DRONE SHOW」に小室・日向大介・Carrie Suzuki（encounter）でショーの音楽を制作[302]。
  - 2月28日 - 映画「TM NETWORK Carry on the Memories 3つの個性と一つの想い」劇場公開[303]。
  - 2月28日 - 単独公演「PANDORA LIVE 2025 -OPEN THE BOX-」開催、ゲストボーカルBeverly、西川貴教[304]。
  - 3月21日 - アイドルユニット「Aicong」のサウンドプロデュースを「WIRED」より開始する[305]。
  - 3月22日 - ライブツアー『TM NETWORK 2025 YONMARU+01』開催(4月9日まで、3都市6公演)[306][307]。
  - 3月28日 - 福岡ソフトバンクホークスの開幕戦セレモニーに出演、『シティーハンター』とのコラボ演出と共に「Get Wild」を演奏[308]。
  - 4月6日 - 氷川きよし with t.komuro「Party of Monsters」デジタルリリース[309]。
  - 4月12日 - 住田愛子・mochiluca・iBerryからなる音楽ユニット「OVAL SISTEM」のプロデュースを開始する[310]。
  - 4月19日〜20日 - 大分のライブフェス「ジゴロック」にてステージ「-TK LEGENDARY WORKS-」をプロデュース[311]。OVAL SISTEM、Aicong、n.SSign、鈴木亜美、氷川きよし+KIINA.[309]、中森明菜[312]と共演[313]。
  - 4月25日 - 同日公開の映画『パリピ孔明 THE MOVIE』に本人役でカメオ出演[314]。
  - 6月2日 - 動画配信サービス「DMM TV」で配信される縦型ショートドラマの総合プロデュース・楽曲制作を手掛けることを発表[315]。
  - 7月7日 - マルハンとのコラボレーション第2弾として、オリジナル楽曲「Electric City」「Seventh Magic」をリリース、「Seventh Magic」がマルハン北日本カンパニーのCM楽曲として使用される[316]。

## ディスコグラフィ
- 『Digitalian is eating breakfast』（1989年）
- 『Digitalian is eating breakfast 2』（2011年）
- 『DEBF3』（2013年）
- 『TETSUYA KOMURO EDM TOKYO』（2014年）
- 『TETSUYA KOMURO JOBS#1』（2017年）
- 『JAZZY TOKEN』（2021年）

## ライヴ・コンサートイベント
※オーガナイザーを務めたライヴ等も含める。ゲスト出演等は省略。
- Digitalian is eating breakfast (1989)
- SPACE WORLD (1991)
- TK TRACKS NIGHT (1991)
- TK RAVE FACTORY[注釈 49] (1992 - 1993)
- t jungle m (1995)
- avex dance Matrix '95 TK DANCE CAMP (1995)
- T.KOMURO CATCH THE DREAM PROJECT (1995)
- tk-trap (1995)
- イエス・トゥー・ライフ dance alive (1996)
- TK Trillion Net (1996)
- TK PAN-PACIFIC TOUR '97 IN TAIPEI (1997)
- TK Presents GROOVE MUSEUM (1997)
- グアム大夏祭 (1998)
- グアムアートイルミネーション (1998)
- RENDEZ-VOUS '98 ELECTRONIC NIGHT (1998)
- GOA IN BALI (1998)
- Rendez-vous in Space 2001 (2000 - 2001)
- TK PRESENTS SYNTHESIZED TRANCE (2002)
- Electone STAGEA Presents Tribal Kicks TV Party (2005)
- TK New Year Live 2008 in Tafukuji Temple (2007 - 2008)
- 小室哲哉コンサート ピアノ&トーク (2010)
- TETSUYA KOMURO 〜Piano Solo Concert〜 (2011)
- DOMMUNE「TK Presents BROADJ ♯331」2-Hour Special Live Set by TETSUYA KOMURO (2011)
- FREEDOMMUNE 0＜ZERO＞2011 (2011)
※コンサート自体は天候により中止されたが、小室単独で深夜の緊急生ライブを小室のスタジオから放送した。
- J:COM presents バルトホールオープン記念プレミアムウィーク 「けやきの森のハーモニー」 (2017)
- 超ドSフェスタしずおか (2017)
- TK/MusicDesign/父母ヶ浜 (2020)
- Tetsuya Komuro Rebooting 1.0 (2021)
- billboard classics 小室哲哉 Premium Symphonic Concert 2022 -HISTORIA- (2022)
- TK SONG MAFIA #1〜4 (2024)
- billboard classics ELECTRO produced by Tetsuya Komuro (2024)
- -TK LEGENDARY WORKS- (2026)

## テレビ・ラジオ
※テレビ・ラジオの項ではレギュラー出演していたもののみ記す。

### テレビ
- 哲にいさん→コムロ式（日本テレビ、1999年4月5日 - 1999年9月27日）
- 倫敦音楽館 Lon-mu（テレビ東京、2001年10月2日 - 2002年3月26日）
- TK MUSIC CLAMP（フジテレビ、1995年4月12日 - 1996年5月8日）
- KOMU@COM（フジテレビ、1997年4月11日 - 1998年3月28日）
- TK SPARK COM（フジテレビ、1998年4月15日 - 1998年9月23日）
- radio TK（フジテレビ、2001年4月 - 2001年9月）
- スナック喫茶エデン（フジテレビ、2012年10月21日 - 2013年3月24日） こむろさん役
- club TK（BSフジ、2001年4月 - 2001年9月）[318]
- Tribal kicks TV（スカイパーフェクTV!、2004年10月 - 2004年12月）
- TK NEWS -小室魔力-（TVBS-G、1997年8月 - 1998年1月）

### ラジオ
- Sounds with Coke TM NETWORK Come on FANKS!（TBSラジオ、1989年4月 - 1990年？）
- kom sat radio→今夜もコムドラしようぜ!（ニッポン放送、1997年10月10日 - 2000年3月21日）
- オールナイトニッポンモバイル（ニッポン放送、2012年10月3日 - ）
- 小室哲哉のSF Rock Station（東海ラジオ、1986年10月 - 1988年3月）[3]
- 小室哲哉のミリオンナイツ（TOKYO FM、1998年7月2日）
- TOKYO SPEAKEASY(エフエム東京、2020年6月12日)
- RADIO SESSIONS「小室哲哉 Digitalian」（JFN系列、2011年1月 - 2012年3月）毎月第4週担当
- 小室哲哉 Radio Digitalian（第2期）（JFN系列、2012年10月1日 - 2014年3月26日）
- BEAT CLUB（FM AICHI、2000年4月6日 - 2001年9月27日）
- コーク・サウンド・シャッフル（エフエム福岡・エフエム長崎・エフエム沖縄）[3]

## チャート
1996年4月15日付けのオリコンシングルチャートで、小室哲哉が作詞・作曲・プロデュースした楽曲が1位から5位までを独占した。同一作曲家、兼プロデューサーによる上位5曲の独占は、日本のみならず世界の音楽チャートにおいても史上初めてのことである。
- 1位 「Don't wanna cry」（安室奈美恵）
- 2位 「I'm proud」（華原朋美）
- 3位 「FREEDOM」(globe)
- 4位 「Baby baby baby」(dos)
- 5位 「Love & Peace Forever」(trf)

1995年度のJASRAC発表の著作権使用料の分配額ランキング（JASRAC賞）では、小室哲哉が作詞・作曲した楽曲が国内作品の1位から3位までを独占した。同一作曲家による上位3曲の独占は、同ランキング史上初めてのことである。
- 1位 「WOW WAR TONIGHT 〜時には起こせよムーヴメント」(H Jungle with t)
- 2位 「CRAZY GONNA CRAZY」(trf)
- 3位 「Overnight Sensation 〜時代はあなたに委ねてる〜」(trf)

1998年10月19日付けのオリコンシングルチャートで、小室がリーダーを務めるglobeの楽曲4曲が同時にベスト10入りし、当時として史上初の記録を達成した。この記録は「発売日が異なる再発でない同一アーティストによるシングルの複数チャートイン」として現在も記録が保持されている。
- 3位「Perfume of love」
- 7位「Sa Yo Na Ra」
- 8位「sweet heart」
- 10位「wanna Be A Dreammaker」

### オリコン
シングル総売上枚数 - 4,219万枚（作詞家歴代4位）2011年6月20日現在
| 順位 | 売上枚数 （単位：万枚） | 作詞家     |
| ---- | ----------------------- | ---------- |
| 1    | 6,828                   | 阿久悠     |
| 2    | 4,984                   | 松本隆     |
| 3    | 4,576                   | 秋元康     |
| 4    | 4,219                   | 小室哲哉   |
| 5    | 3,718                   | 稲葉浩志   |
| 6    | 3,570                   | 桑田佳祐   |
| 7    | 3,467                   | つんく♂    |
| 8    | 2,850                   | 桜井和寿   |
| 9    | 2,596                   | なかにし礼 |
| 10   | 2,473                   | 山上路夫   |

## 主な提供曲（1980年代〜2011年）
下記は一部に過ぎない。詳細は小室哲哉提供楽曲一覧を参照。
- 岡田有希子
  - 「Sweet Plant」 アルバム「十月の人魚」に収録された下記曲を含むアルバム曲で、2曲とも作詞は三浦徳子、編曲は松任谷正隆が担当。
  - 「水色プリンセス」
- 福永恵規
  - 「10月はさよならのパームツリー」 元おニャン子クラブのメンバーに初めて提供したミディアムテンポの歌謡曲。編曲は下記曲と共に大村雅朗。
  - 「ハイパー・ラッキー」 こちらはアップテンポの楽曲で、小室哲哉の特徴的な早口のアイドルPOPS。
- 岩崎良美
  - 「哀愁クルーズ」 アルバム『cruise』に収録。
  - 「スロープに恋をして」 作詞は松井五郎。編曲は武部聡志で、小室哲哉の80年代の楽曲提供曲を多くアレンジした一人。
  - 「Blizzard」 作詞は麻生圭子、編曲は上記曲と同じく武部聡志。収録アルバム『blizzard』の表題曲に当たる。
- 原田知世
  - 「家族の肖像」 作詞・秋元康、編曲・後藤次利というゴールデンコンビでの楽曲。
- 荻野目洋子
  - 「NONSTOP DANCER」 アルバム「ノン・ストッパー」に収録されている楽曲で、荻野目洋子自身が一番好きな曲と公言した曲。
  - 「ジャングル・ダンス」 NHK「みんなのうた」で何度も流れていた楽曲。
- 松田聖子
  - 「Kimono Beat」 元レベッカの土橋安騎夫がサウンドプロデュースしたアルバムの「Strawberry Time」に収録されている楽曲。
- 大西結花
  - 「パンドーラ」 小室哲哉が当時お気に入りだったと公言していたアイドルに提供した楽曲。
- 八木さおり
  - 「月と恋心」 同じく小室哲哉が当時お気に入りだったと公言していたアイドルに提供した楽曲。作詞は森雪之丞で、編曲は武部聡志。
- 沢口靖子
  - 「Follow Me (沢口靖子の曲)|Follow Me」 沢口靖子が出演した「痛快!ロックンロール通り」の挿入歌。作詞は川村真澄で編曲は大村雅朗。同ドラマではTMNetworkが主題歌を担当した。
- 郷ひろみ
  - 「空を飛べる子供たち〜Never end of the earth」 アルバムの最後に収録されている楽曲で作詞は秋元康。
- 渡辺美里
  - 「My Revolution」（1986年）渡辺美里の最大のヒット・シングル。
  - 「Teenage Walk」（1986年）
  - 「BELIEVE」（1986年）
  - 「悲しいね」（1987年）他
- 中山美穂
  - JINGI・愛してもらいます（1986年）中山美穂が出演した映画「ビー・バップ・ハイスクール 高校与太郎哀歌」主題歌
  - 50/50（1987年）オリコンシングルチャートで2位を記録
- 堀ちえみ
  - 愛を今信じていたい（1987年）引退前のラストシングル
- 伊藤かずえ
  - 星屑のイノセンス（1988年）
- 小泉今日子
  - GOOD MORNING-CALL（1988年）オリコンシングルチャート2位を記録
- 宮沢りえ
  - ドリームラッシュ（1989年）デビューシングル。小室がプロになってから始めてトータルプロデュースしたアイドルである。
  - NO TITLIST（1990年）宮沢りえが主演のフジテレビ系ドラマ「いつも誰かに恋してるッ」の主題歌。デビュー曲と同様に編曲も担当している。
- 田中美奈子
  - 夢みてTRY（1990年）田中美奈子が主演の「トップスチュワーデス物語」の主題歌。
  - 「I say Hello Again」 こちらは「夢みてTRY」のカップリング曲で、B'zの松本孝弘がエレキギターを弾いている。
  - tears（1995年）作曲。編曲は窪田晴男と担当、ジャングルサウンドとなっている。
- 観月ありさ
  - TOO SHY SHY BOY!（1992年）作詞・作曲・編曲、サウンドプロデュースを担当。
- 東京パフォーマンスドール
  - キスは少年を浪費する（1993年）サウンドプロデュースと作曲・編曲を担当。
  - ダイアモンドは傷つかない（1993年）楽曲提供のみでなく、ミキシングまで手掛けた楽曲。楽曲提供したアルバムでも同様。
  - 「Sanctuary〜淋しいだけじゃない」 所属していた篠原涼子と穴井夕子が歌唱している楽曲。後に小室哲哉プロデュースで篠原涼子がセルフカバーしている。
- バックストリート・ボーイズ
  - Missing You（1997年）作詞・作曲・編曲をJolyon Skinnerと担当。
  - アルバム『バックストリーツ・バック (BACKSTREET'S BACK)』に収録されている。
- 森進一
  - 眠らないラブソング（2010年）作詞・作曲・編曲を担当。
- SMAP
  - Trust（2010年）作詞・作曲・編曲を担当。アルバム『We are SMAP!』に収録。
  - グラマラス（2010年）作詞・作曲を担当。シングル『This is love』のc/w。
  - 意外にもジャニーズのアイドルグループに楽曲を提供するのはこれが初である。
- 北乃きい
  - 花束（2010年）作詞・作曲を担当。翌年のアルバムにも2曲を書き下ろし。
- AAA
  - 逢いたい理由/Dream After Dream 〜夢から醒めた夢〜（2010年）作曲以降、暫く楽曲提供。
  - シングル「負けない心」「PARADISE/Endless Fighters」「ダイジナコト」、アルバム『Buzz Communication』については松浦勝人と共同で総合プロデュースを担当。
- 浜崎あゆみ
  - crossroad（2010年）作曲・編曲を担当。
  - Virgin Road、Last angel（2010年）作曲を担当。シングル『L』収録。
  - You & Me (2012年)
  - アルバム『Love songs』では収録曲のほとんどを小室が作曲した。以降も時折楽曲提供。
- やしきたかじん
  - その時の空（2010年）作曲を担当。
  - やしきたかじんの冗談で楽曲提供が決まった。作詞は秋元康が手がけた。
- 坂本美雨
  - True Voice（2011年）作曲を担当。アルバム『HATSUKOI』収録。
  - 坂本美雨は同時期に小室のソロアルバム『Digitalian is eating breakfast 2』にも参加、のちにライブを各地で共に行っている。

## 主なヒット曲（1993年〜）
1994年、小室哲哉は、trfの「survival dAnce 〜no no cry more〜」で初めて100万枚以上のヒットを達成。
1997年の華原朋美の「Hate tell a lie」まで20曲のミリオンヒット曲を世に送りだした。（小室ブーム参照）。
小室哲哉がこれまでにプロデュースしたシングル・アルバムの総売上枚数は、約1億7000万枚に達する。また、日本の作曲家別シングル総売上枚数は筒美京平に次ぎ歴代第2位（7,184.6万枚、2020年10月時点）、作詞家別シングル総売上枚数は歴代第4位（4,229.7万枚、2015年12月時点）、編曲家別シングル総売上枚数は歴代第1位（6,128.7万枚、2020年10月時点）であり、日本で唯一、作詞・作曲・編曲の3分野でシングル総売上枚数が上位5位以内に入っている。
※下記は主な小室哲哉プロデュース作品であり、一部にすぎない。☆ … ミリオン ☆☆ … ダブルミリオン
1993年
- 「EZ DO DANCE」trf
- 「寒い夜だから…」trf

1994年
- ☆「survival dAnce 〜no no cry more〜」trf
- ☆「BOY MEETS GIRL」trf
- ☆☆「恋しさと せつなさと 心強さと」篠原涼子 with t.komuro

1995年
- ☆「CRAZY GONNA CRAZY」trf
- ☆「masquerade」trf
- 「もっと もっと…」篠原涼子 with t.komuro
- ☆「Overnight Sensation 〜時代はあなたに委ねてる〜」trf
- ☆☆「WOW WAR TONIGHT 〜時には起こせよムーヴメント」H Jungle With t
- ☆「GOING GOING HOME」H Jungle With t
- 「Feel Like dance」globe
- 「Joy to the love」globe
- ☆「I BELIEVE」華原朋美
- 「BRAND NEW TOMORROW」trf
- 「Body Feels EXIT」安室奈美恵
- 「SWEET PAIN」globe
- ☆「Chase the Chance」安室奈美恵

1996年
- ☆☆「DEPARTURES」globe
- ☆「I'm proud」華原朋美
- 「FREEDOM」globe
- ☆「Don't wanna cry」安室奈美恵
- 「FRIENDSHIP」H Jungle With t
- ☆「You're my sunshine」安室奈美恵
- 「Is this love」globe
- ☆「save your dream」華原朋美
- ☆「Can't Stop Fallin' in Love」globe
- ☆「a walk in the park」安室奈美恵

1997年
- ☆「YOU ARE THE ONE」TK presents こねっと
- ☆「FACE」globe
- ☆☆「CAN YOU CELEBRATE?」安室奈美恵
- ☆「Hate tell a lie」華原朋美
- 「How to be a Girl」安室奈美恵
- 「LOVE IS ALL MUSIC」華原朋美
- 「Wanderin' Destiny」globe
- 「Dreaming I was dreaming」安室奈美恵

1998年
- 「wanna Be A Dreammaker」globe
- 「Sa Yo Na Ra」globe
- 「Perfume of love」globe
- 「all night long」鈴木あみ
- 「White key」鈴木あみ
- 「I HAVE NEVER SEEN」安室奈美恵

1999年
- 「RESPECT the POWER OF LOVE」安室奈美恵
- 「toi et moi」安室奈美恵
- 「BE TOGETHER」鈴木あみ ※TM NETWORKのカバー曲
- 「OUR DAYS」鈴木あみ

2000年
- 「THANK YOU 4 EVERY DAY EVERY BODY」鈴木あみ
- 「NEVER END」安室奈美恵

2001年
- 「Stop! In the Name of Love」globe ※スプリームスのカバー曲
- 「a song is born」浜崎あゆみ & KEIKO

2018年
- 「Be The One」PANDORA feat. Beverly

2020年
- 「Route 246」乃木坂46

2024年
- 「FREEDOM」西川貴教 with t.komuro

## 人物

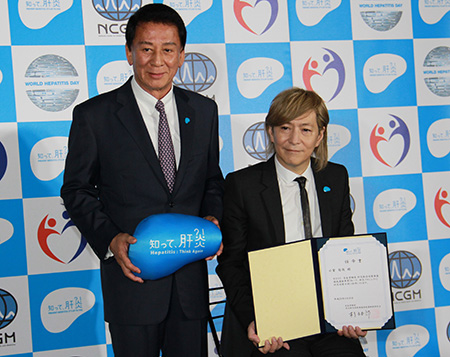
2016年4月28日、肝炎対策大使任命式にて厚生労働省肝炎総合対策推進国民運動特別参与杉良太郎（左）と

元尚美学園大学芸術情報学部教授
国際麻薬統制委員会(UNODC)親善大使
肝炎対策大使
東京多摩振興特命武蔵国府中大使
親は福島県出身。福島県中島村村長を務めた小室康彦は遠縁にあたる。自身のTwitterで、佐久間象山と柴田勝家の血をひいている可能性があることを明らかにしている。
愛称は「てっちゃん」「先生」「TK」など。身長167cm、体重57kg。血液型O型。左腕下部に入れ墨が2つある。1990年代にTKロゴを、2000年代にその上に別のマークを彫った。
早稲田実業学校高等部商業科卒業後、早稲田大学社会科学部に進学・在籍するが除籍、しかし現在は推薦校友になっている。2001年に早稲田実業学校開校百周年記念に百周年記念歌『ワセダ輝く』を作曲（作詞は奥島孝康）。母校の早稲田実業には『小室哲哉記念ホール』がある。年齢も職業も異なる人たちと異業種交流を行う会である「異能会」を主催し、定期的に行っている。
自他共に認める「怒らない性格」であり、阿川佐和子は「淡々とした語り口、やさしく、腰が低く、親しみやすい雰囲気」、久保こーじは「殴り合いはもちろん、怒鳴りつけている所も見たことがない。ブツブツと文句を言うこと位はありますけど、温厚な人なんですよ」、岩佐俊秀は「自分の不注意で大切なデータを消してしまったのに、『仕方ないね』の気楽な一言で済ませてしまう性格は真似したくてもできない」 と語っている。
また自他共に認める「ワーカーホリック」であり、1年の内の8割をテレビ・コンサート・CM等のメディア出演がない限り、スウェット姿でスタジオを兼ねた自宅で一日中過ごし、特に年末年始を世間の喧騒から逃れられる貴重な時間として好んでいる。小室は「スタジオが好き。『メロディが出来て、こんなアレンジで完成して、このような広がり方で売れて、こんなコンサートがあって』と夢を膨らませることができる」と語っている。
節税対策のため1998年に拠点をアメリカ・ロサンゼルス近郊マリブに移したことから、1996年から2年連続で全国4位を記録していた高額納税者番付から外れた。しかし、のちに米国で生活することが困難となったため日本に拠点を戻している。小室ブーム以降、自身の異常な金銭感覚に触れられることが多く、特に逮捕時に頻繁に報道された。
音楽活動の作風について、2018年引退後の週刊誌の直撃に「自分では最新鋭のことをやったつもりなのに曲への評論として“小室っぽいね”と言われるのが僕にとっては苦痛でした」と語ったが、活動復帰した2021年の12月TOKYO FM「Blue Ocean」出演時には「前はもう飽き飽きだよいいよと思われてるのかと感じてきたけど、それって小室哲哉っぽいねと言われるのは大事なこと良いこと特徴があるってこと〜やり尽くしているけど〜作曲家で誰々っぽいと言われるのって今のこの時代で難しいみんな色々な曲があり過ぎる、それを追求していきたい」と述べている。

## 関連企業
- Office TIMEMACHINE（株）

1983年TM NETWORKデビュー前から小室・木根が所属していたJun & Kei社内に設立されたTMのマネジメント・コーディネート業務専門の芸能プロダクション。別名「TIMEMACHINE CAFE」・「TIMEMACHINE CORPORATION」・「TIMEMACHINE GROUP」・「Timemachine」。1990年「TMNリニューアル」の際、事務所社長に就任。一時期、葛城哲哉・阿部薫・浅倉大介・貴水博之も所属しており、「TMN終了」以降も1995年までのaccessのマネージメント、1998年まで宇都宮のマネジメントを行っていた。
- T-MUE-NEEDS（株）

TM NETWORKのグッズ・イベント等の企画・運営会社。1994年8月「TMN終了」時に袂を分ち改称。
- グラデミー（株）

小室が1991年に設立し、代表取締役社長に就任した映画製作会社（宇都宮、木根も取締役に就任、角川春樹と三菱商事もバックアップとして参加していた）。社名の由来は、「グラミー」と「アカデミー」を掛け合わせた造語とも、英語で「引力」と表す「gravitation」と英語で「純粋・学術的」と表す「academic」を掛け合わせた造語とも いわれる。木根尚登著「月はピアノに誘われて」の映画化、TM NETWORKの楽曲「THE POINT OF LOVERS' NIGHT」をモチーフにした映画製作（小室、原案・脚本、木根）、「チーム・グラデミー」名義でのF1参加 の企画が持ち上がったものの、それ以降公式のアナウンスが無いまま自然消滅した（F1参加は実現した）。
- TK TRACKS（有）

小室の個人レーベル運営およびイベント制作のために設立された会社。現在では小室とは離れた事業会社としての性格も持つ。
- TK PROMOTION（有）

TK TRACKSの子会社。小室と直接の関係はない。
- OPERA GIG→TK state（有）
  - TK MUSEUM
  - TK state America MUSEUM
  - TK SEQUENCE
  - TK SEQUENCE America
  - TK ENTERTAINMENT SERVE
  - Prime Direction TK Room
  - tetsuya komuro rise

1992年に「OPERA GIG」として設立され、1994年に「TK state」に改名。その後2000年まで運営されていた小室の個人事務所。「TK MUSEUM」はイベント限定で音楽ユニットとしても活動していた（このノウハウは後のTKCOMに活かされる）。
- ヴェルファーレ（株）
- TK NEWS（株）

小室と丸山茂雄とニューズ・コープが共同で設立したアジアマーケットをターゲットとし、音楽レーベル運営・テレビ番組の制作と配給を目的とした事業会社。「SPEED TK RE-MIX」のスーパーバイザー・中国で放送されたオーディション番組「TK NEWS -小室魔力-」の番組監修を務め、JスカイB（現スカパー!）の小室のタイアップによる音楽専門番組「Sky Music」で小室プロデュース楽曲とPVを流す予定もあった。後に本社を母体としてRojam Entertainmentに発展する形で解散・吸収合併した。
- Rojam Entertainment（株）
  - Rojam USA
  - Rojam Pictures,inc.
  - ROJAM DISCO
  - ROJAM Studios

香港を拠点とした本格的なアジア進出を目的とした総合音楽プロダクション。小室は2004年5月に全持株を売り実質上経営から撤退するも、プロデューサー契約として残っており（専属ではない）、小室の個人スタジオを運営・管理する等関係は2008年まで続いていた。
- Tribal Kicks（株）
  - Tribal Kicks Studios

サッカー関連のマーケティング、制作などを行うための会社として設立、後に実質的な小室・木根（一時期のみ）の個人事務所となる。TKCOMの発足に伴い、休眠。
- High Definition Sound laboratory（株）
- TKCOM（株）
  - TKCOM Studios
- a nine（株）
- Pavilions（株）

「a nine」を発展する形で設立された。小室の音楽制作・アーティスト活動のマネジメントを中心に行うエンタテインメント事業の株式会社。
- SOUND PORT（株）

小室が創作に関わった楽曲の著作権（出版権・特許権・商標権等）を管理する会社。
「a nine」が所有していた小室の作品で生じる印税の再分配請求権が譲り受けられた。

## 個人レーベル
- TK TRACKS LABEL（メルダック内に設立）
- avex globe（avex trax内に設立）
- ORUMOK RECORDS（パイオニアLDC内に設立）
- TRUE KiSS DiSC（自費製作→Sony Music Entertainment傘下）
- Rojam Entertainment （自費製作→吉本興業グループ傘下）
- factoryorumok（ORUMOK RECORDSとメディアファクトリーの提携）
- Tatsumaki Records（factoryorumokからの派生レーベル）
- gaball screen（R and C内に設立）
- TKCOM（自費製作）

## 個人スタジオの変遷
※太字は2011年現在使用しているスタジオである。
- tetsuya komuro SEQUENCE 1101〜5→True Kiss Disc Studios 1101〜5
- TK Disc Studios（ホノルル（現在の Island Sound Studios）・東京・バリ島を拠点にしていた）
- TK's Malibu Studios（カリフォルニア州・マリブを拠点にしていた）
- ROJAM Studios
- Tribal Kicks Studios
- TKCOM Studios
- avex azabu 501studio